# Погруддя Нефертіті
«Погруддя Нефертіті», інші назви — «Голова Нефертіті» або просто «Нефертіті» — один з найвідоміших мистецьких скарбів Стародавнього Єгипту та шедевр скульптури Амарнського періоду. Виготовлено його за часів правління фараона Ехнатона, 18-та династія (Нове царство) між 1353—1336 до н. е.
Погруддя Нефертіті знайдено 6 грудня 1912 року при розкопках Німецьким Східним товариством (нім. Deutsche Orient-Gesellschaft) під керівництвом Людвіга Борхардта у Тель-ель-Амарні на руїнах дому скульптора Тутмоса. У січні 1913 року за результатами розподілу археологічних знахідок погруддя з дозволу єгипетської Вищої ради старожитностей було привезено до Німеччини. 1920 року погруддя Нефертіті разом з іншими об'єктами, які до того були у тривалій позиці Єгипетському відділу Королівського прусського мистецького зібрання, було подаровано Джеймсом Саймоном прусській державі. Однак перша відкрита демонстрація в музеї, спеціально побудованому для єгипетської колекції державних музеїв Берліна на Музейному острові, відбулася лише 1924 року. Сьогодні погруддя офіційно перебуває у власності Фундації прусської культурної спадщини та є окрасою колекції Єгипетського музею й зібрання папірусів, що з жовтня 2009 знову розташований у Новому музеї (Північне крило) на Музейному острові.
Щодо вартості погруддя є різні оцінки.

## Знахідка та історія

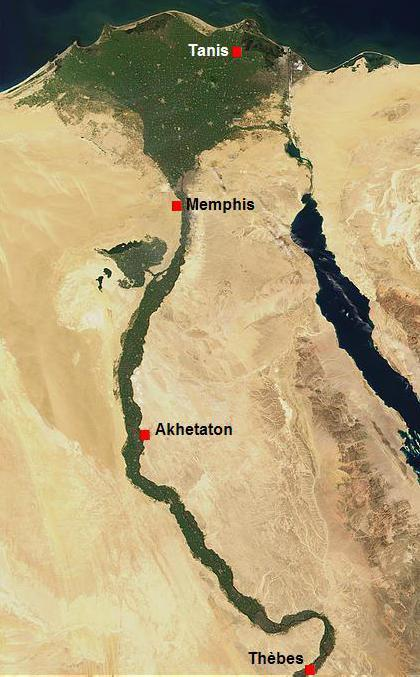
Амарна (старий Ахет-Атон) між Мемфісом та Фівами

### Попередня історія
Історія Тель-ель-Амарни як місця розкопок почалася з єзуїтського священника Клода Сіко, який у листопаді 1714 року виготовив копії межових стель стародавнього міста Ахет-Атон. Потім відбулася експедиція Наполеона Бонапарта, яка знайшла «залишки стародавнього міста». До прибуття на розкопки Людвіга Борхардта в 1907 році на цьому місці здійснювали дослідження такі науковці-єгиптологи як Джон Гарднер Вілкінсон (1824 р.), Карл Ріхард Лепсіус (1842/1845 рр.), Фліндерс Пітрі (1891/92 рр.), Норман де Гарі Девіс (1901 р.), місце також відвідав Джеймс Генрі Брестед (1895 р.).
На той час Франція та Англія вже багато років мали в Єгипті дослідницькі інститути та Німецька Академія Наук також наказала створити постійне представництво німецьких дослідників у Єгипті. Однак не вистачало політичної, фінансової та дипломатичної підтримки. Кайзер Вільгельм II висловив невдоволення відсутністю німецьких досягнень, особливо як порівняти з науковими успіхами, які обидві ці країни демонстрували в Єгипті, бувши колоніальними імперіями. На його думку, історичні знахідки мали в майбутньому з'явитися не лише в паризькому Луврі чи лондонському Британському музеї, а й у німецьких музеях, зокрема, в Берліні. Нарешті 1899 року була запроваджена посада наукового аташе в Цісарському генеральному консульстві в Каїрі. Завданням цього службовця було інформувати Берлінську академію наук про всі важливі результати єгиптології. 1907 року цю посаду посів архітектор та єгиптолог Людвіг Борхардт як директор новоствореного Цісарського інституту єгипетської археології, попередника сучасного Німецького археологічного інституту:22.
Після завершення прусської експедиції 1842 року:7 під керівництвом Карла Річарда Лепсіуса, експедиція Борхардта 1907 року була першою німецькою експедицією на території Амарни. На південь від храмових руїн лежали руїни житлових будинків та майстерень, які вважалися перспективними для досліджень. Людвіг Борхардт вмовив берлінського торговця бавовною Джеймса Саймона стати спонсором наступних розкопок (він вже фінансував розкопки Борхардтом пірамід Абусіра). У січні-квітні 1911 року тривали перші великі розкопки Німецьким східним товариством в Амарні, для яких у серпні попереднього року Саймон отримав концесію на розкопки:7:23. Розкопки здійснював Німецький східний інститут, однак за контрактом із Саймоном за щорічне фінансування в сумі 30 000 золотих марок вся німецька частка знахідок переходила у власність Саймона.

### Історія знахідки та розподіл знайденого

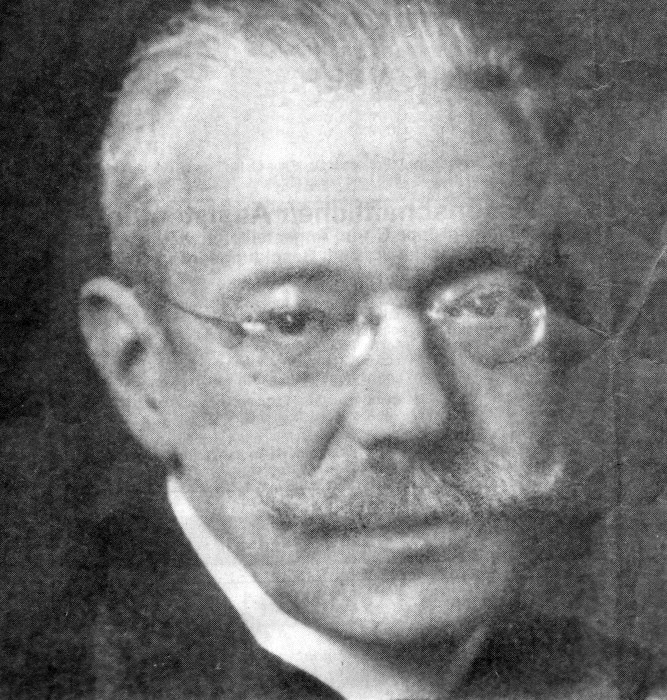
Джеймс Саймон

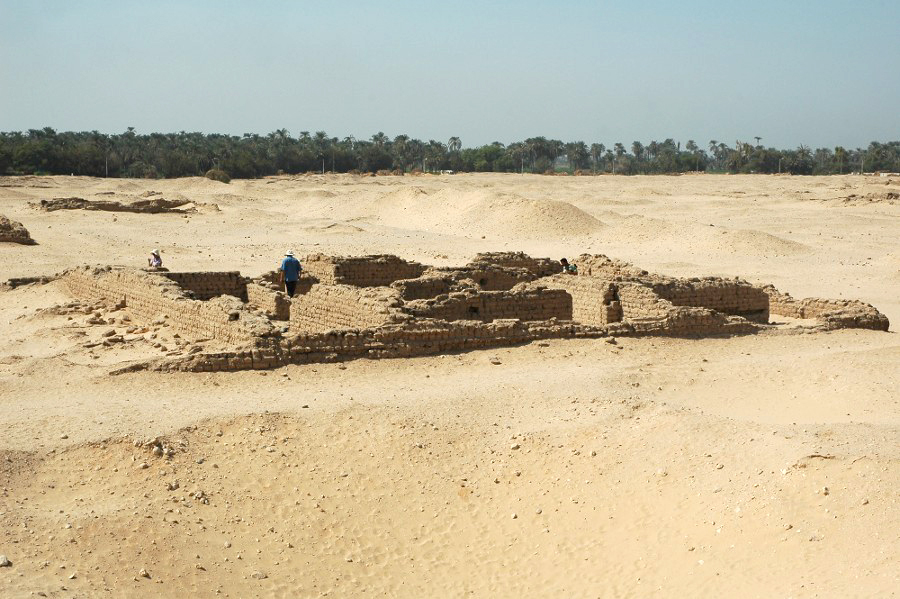
Залишки майстерні скульптора Тутмоса (будинок 47,2)

Протягом третьої експедиції Німецького східного інституту з розкопок в Амарні (листопад 1912 — березень 1913 рр.) у руїнах будинку із саману у квадраті за планом P 47,2 в кімнаті 19, тобто в майстерні скульптора Тутмеса, було знайдено погруддя Нефертіті. Розташування знахідки дало підстави вважати, що погруддя стояло на дерев'яній полиці, а коли вона зламалася — впало на підлогу. Оскільки під полицею було сміття, погруддя залишилося майже неушкодженим та було внесене в запис знахідок під номером 748 з описом «розфарбоване погруддя цариці». Борхардт написав про це в щоденнику:
У тій самій кімнаті було знайдено розфарбоване вапнякове погруддя фараона Ехнатона в натуральну величину (знахідка № 1300), яке було розбите на шматки. Зважаючи на стан погруддя Нефертіті, було зрозуміло, що стан погруддя фараона не був спричинений простим падінням.
На час розкопок Борхардта в Амарні Єгипет перебував під британським правлінням, а тодішня єгипетська служба старожитностей (Service d'Antiquités Égyptiennes, також Département d'Antiquités, сучасна Вища рада старожитностей) — під французьким керівництвом. Відповідно до тогочасних правил, розподіл знахідок відбувся 20 січня 1913 року за принципом «на рівні частини» (à moitié exacte) для Єгипту та країни, яка здійснювала розкопки. Борхардт сам розподіляв знахідки на дві частини, що до 1914 року було правом дослідника. Директор служби старожитностей Гастон Масперо доручив своєму працівнику Гюставу Лефевру визначитись із вибором частини для Єгипту. Одна частина містила погруддя Нефертіті, а друга, яку Лефевр обрав для Каїрського єгипетського музею, містила так званий Каїрський складаний вівтар — розфарбовану стелу, яка зображує фараона Ехнатона з дружиною Нефертіті та їх трьома дітьми. На той час музей у Каїрі ще не мав жодного зразка таких вівтарів і бажав його отримати; вважається, що саме тому Борхардт і здійснив саме такий розподіл знахідок на частини.
Причини, чому Лефевр вирішив віддати частину знахідок із «розфарбованою царицею» Борхардту, а вівтарний малюнок — Єгипту, невідомі. Німецький єгиптолог Рольф Краусс вважає, що Борхардт зміг переконати Лефевра вже поділені частини знахідки не ділити далі для детальнішого дослідження. Колишній директор Єгипетського музею в Берліні Дітріх Вілдунг натомість вважає, що в той час єгиптологи «надавали більшу наукову цінність текстам, а не погруддю». 1918 року Борхардт писав про Лефевра, що з одного боку йому було важко ухвалити рішення щодо вибору частини знахідки відповідно до правил, а з іншого боку він був більше спеціалістом у написах та папірусах, а тому не міг визначити важливість погруддя. Також Борхардт написав, що поділ був у першу чергу результатом його майстерності в переговорах щодо знахідки:25.
1914 року Масперо змінив на посаді П'єр Лако, який запровадив більш жорсткі правила поділу, а саме — всі єдині у своєму роді знахідки мали залишатися в Єгипті.

### Місця перебування погруддя

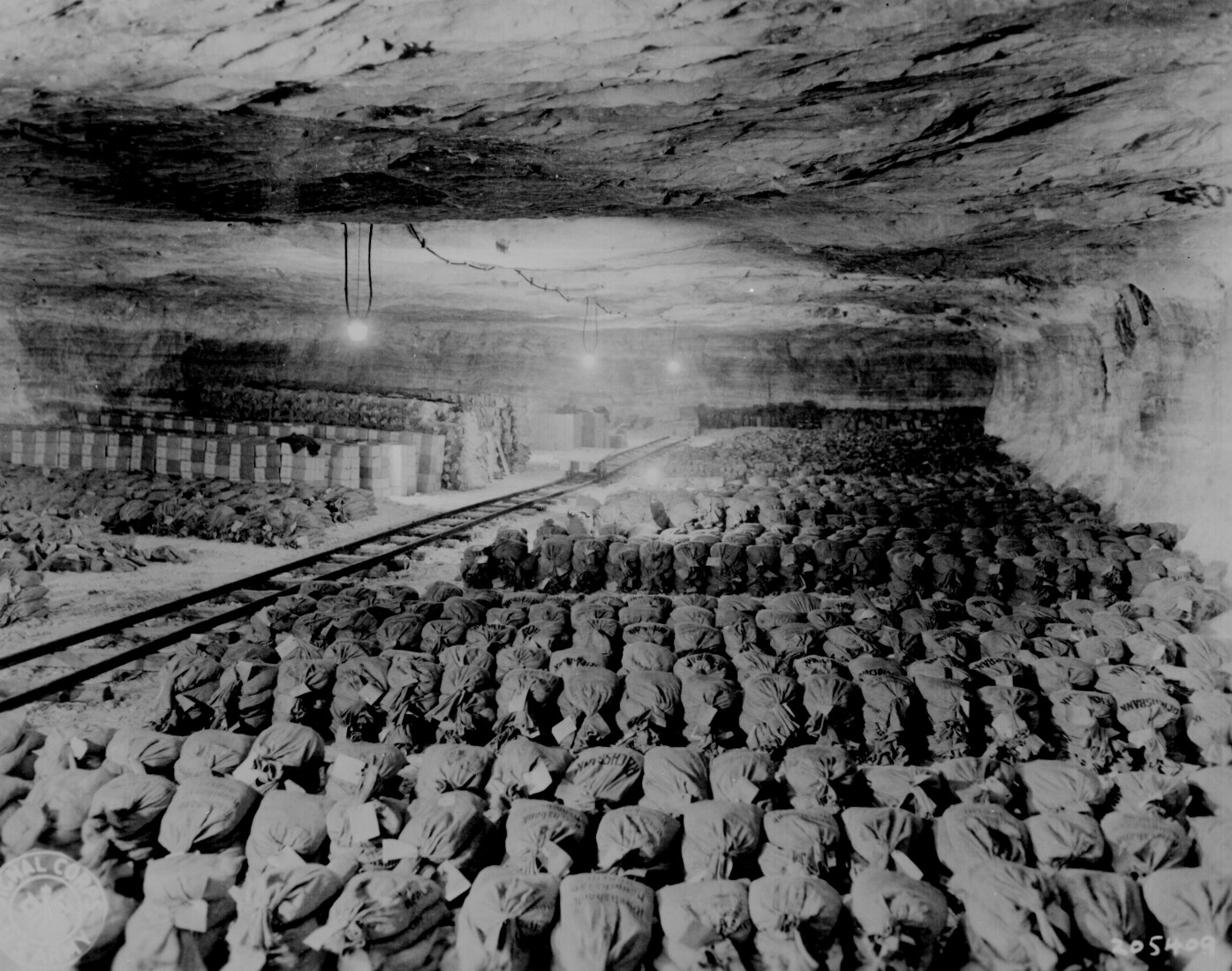
1945 рік: Соляна шахта Меркерс з об'єктами мистецтва

В 1913 році Джеймс Саймон отримав дозвіл на вивезення погруддя до Німеччини та привіз його до Берліна. Спочатку погруддя перебувало на віллі Саймона у частині берлінського Тіргартена, в якій зараз розташовано представництво землі Баден-Вюртемберг. Там погруддя неодноразово оглядав і кайзер Вільгельм II. Після поділу знахідки Борхардт дуже жорстко дотримувався думки, що погруддя не можна відкрито показувати публіці.
У липні 1920 року Саймон передав об'єкти з розкопок в Амарні в довгострокову позику Єгипетському відділу Королівського прусського мистецького зібрання як подарунок Вільній державі Пруссії. Всупереч категоричним застереженням Борхардта погруддя вперше показано публіці. 1924 року в рамках берлінської Виставки Тель-ель-Амарни на Музейному острові.
Протягом Другої світової війни погруддя у вересні 1939 року було поміщено в ящик № 28 у сховищі Райхсбанку на Жандарменмаркті, а в 1941 році переміщено в бункер зенітної башти в Берлінському зоопарку. В березні 1945 року була проведена евакуація мистецьких та культурних об'єктів із бункера зенітної башти в соляну штольню підприємства Erlebnisbergwerk у Меркерсі в Тюрингії. Після того, як Меркерс був зайнятий військами США, вже через 13 днів, 4 квітня 1945 року, погруддя перевезене до Райхсбанку у Франкфурті.
Після завершення Другої світової війни американці створили у Вісбадені місце збору мистецтва, відоме під назвою Центральний пункт збору і погруддя Нефертіті в ящику з написом «яскрава цариця» було перевезено із Франкфурта до Вісбадена. Керівник офіцерів охорони мистецтва Волтер Фармер завадив вивезенню погруддя до США. 12 травня 1946 року з ініціативи Фармера в музеї Вісбадена була організована виставка об'єктів мистецтва з Берліна, серед яких було і погруддя Нефертіті. «Шпіґель» у січні 1947 повідомляв, що виставку побачило понад 200 тисяч відвідувачів. 1948 року всі твори мистецтва, вивезені з Берліна, було передано на відповідальне зберігання уряду землі Гессен. До 1956 року погруддя виставлялося у Вісбадені.
Погруддя повернулося до Берліна 22 червня 1956 року, де спочатку виставлялося в картинній галереї Музейного центру Берлін-Далем. Через 11 років погруддя передано до Єгипетського музею Берліна, знову відкритого в Шарлоттенбурзі 10 жовтня 1967 року. За винятком першого дослідження на комп'ютерному томографі, що було проведено в Клініці Шарлоттенбурга Вільного університету Берліна поблизу музею, погруддя (з рештою єгипетської колекції) залишалося там до 28 лютого 2005 року. Після цього погруддя на короткий термін передане на виставку «Ієрогліфи про Нефертіті» в Культурфорум Берлін, перш ніж 13 серпня 2005 року повернулося на Музейний острів, прибувши до Старого музею. Після відкриття Нового музею після реконструкції, 16 жовтня 2009 року погруддя Нефертіті повернулося на своє початкове місце на Музейному острові.

## Цариця Нефертіті

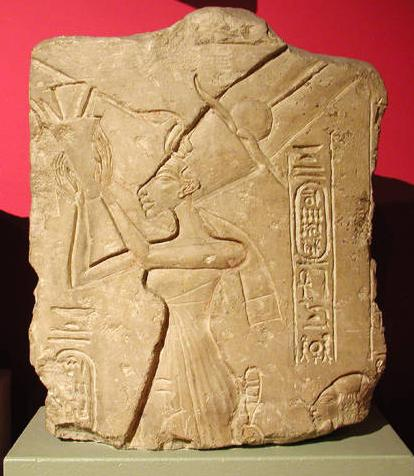
Нефертіті, що приносить жертву Атону, її картуш містить титул «володарка двох царств» (Nebet taui)

Походження Нефертіті невідоме, а наукова думка щодо нього протягом років змінювалась у міру різних археологічних знахідок та їх оцінки. Стосовно її імені «Неферет ііті» (Нефертіті), яке перекладається як «красуня з'явилась (прийшла)», висувались припущення, що Нефертіті була не єгиптянкою. Через це, часом її вважають хуритською принцесою Тадукіпа, дочкою царя Тушратти. Однак більшість істориків вважає її дочкою фараона Ейе, ймовірного брата великої цариці Тії, та його першої дружини, а отже вона походила з Ахміму. Оскільки другу дружину Ейе, Тій, у давньоєгипетських написах позначають як годувальницю цариці, вона не може бути матір'ю Нефертіті, а лише її мачухою. Ще одним доказом єгипетського походження Нефертіті є напис про її сестру Муднедйемет (або Мутберенет), яка при дворі фараона обіймала високу посаду та пізніше буда дружиною фараона Харемхеба.
Нефертіті була хемет-нісут (велика царська дружина, тобто майже співправителька) фараона Ехнатона, який правив 17 років та, зокрема, провів реформу релігії щодо визнання Атона (у формі сонячного диска) єдиним богом. Вона мала 6 дочок: Мерітатон, Макетатон, Ансеченпаатон (дружина Тутанхамона), Нефернеферуатон, Нефернеферура та Сетепенра. Її ім'я на п'ятий рік правління Ехнатона разом з висловом «Прекрасні красоти Атона» («Nefer neferu Aton») було вписано в ієрогліфічний картуш. Щодо часу й обставин її смерті нічого не відомо.

## Погруддя
Вапнякове погруддя не містить ніяких ієрогліфічних написів. Однак з огляду на характерну «корону», яку Людвіг Борхардт назвав «перукою», його змогли ідентифікувати, порівнявши з іншими зображеннями Нефертіті. Стиль ліплення походить із часів правління Ехнатона, а отже належить до 18-ї династії (Нове царство). У межах Амарнського періоду, погруддя, з огляду на його форму, віднесено до так званої «пізньої амарнської фази», тобто до останніх років правління Ехнатона.

### Датування
Попри орієнтовне визначення часу створення, точне датування та визначення віку, наприклад за допомогою аналізу ізотопу вуглецю 14C неможливе, оскільки погруддя практично не містить органічного матеріалу. У середньому, дата погруддя сьогодні визначається 1340 до н. е.:4, хоча дані відрізняються з урахуванням різних підходів та даних до визначення єгипетської хронології.
Використані фарби містять органічні в'яжучі речовини, однак у замалому співвідношенні (100:1), щоб провести аналіз. Однією з можливостей провести аналіз було використати крихітні часточки соломи, знайдені в області «корони», оскільки використання матеріалу для аналізу мінімальне. Штефан Саймон, експерт із матеріалів дослідницької лабораторії Rathgen Державних музеїв Берліна привертав увагу до такої можливості датування, як детальне вивчення лівого ока, з метою визначення, чи залишилися там рештки воску. З іншого боку Шпіґель ще в 1997 році повідомляв, що єгиптолог Рольф Краусс під час науково-дослідчої роботи в журналі Єгипетського музею Берліна наштовхнувся на старий зразок воску, який ймовірно був узятий з правого ока погруддя 1920 року (при цьому він був пошкоджений). Таким чином став можливий радіовуглецевий аналіз, який на час дослідження (1997 р.) визначив вік погруддя в 3347 років.

### Обробка та матеріал
Хоча Людвіг Борхардт написав у щоденнику, що погруддя має висоту 47 см, сьогодні висота погруддя визначається як 50 см:4. Воно важить близько 20 кг та складається з розфарбованого шару стуко (гіпсового тинькування), накладеного на вапнякову основу. Праве око має вкладку зіниці з гірського кришталю, дуже тонко прошкрябану райдужку, профарбовану чорною фарбою та закріплену воском. Білок ока створений вапняковою основою. Зіниця лівого ока відсутня, і з погруддя неможливо зробити висновок, чи вона там була, чи тільки мала бути вставлена:254.
Людвіг Борхардт замовив хімічний аналіз використаних фарб та надрукував результати в роботі 1924 року «Портрет цариці Нефертіті». Склад було визначено так:
- Синій: кольоровий скляний порошок (фрітта) із часткою оксиду міді
- Колір шкіри: тонка пудра кальциту з часткою червоного вапняку (пігмент оксиду заліза)
- Жовтий: аурипігмент (миш'яку сульфід (III))
- Зелений: кольоровий скляний порошок з часткою оксидів міді та заліза
- Чорний: вугілля, з воском як в'яжучим агентом
- Білий: вапняк (карбонат кальцію)

Розфарбовування здійснювалось лише після завершення моделювання поверхні стуко. Мікрофотографії показують, що п'ять різних шарів фарби використовувалися в такій послідовності: синій, білий, жовтий, синій і, нарешті, червоний.

### Зображення цариці
На багатьох зображеннях Нефертіті носить типову синю корону (тіару), яку часто називають «корона-шолом», із золотою лобною підвіскою; довкола корони вдягнена кольорова стрічка (обруч-діадема), що позаду посередині зав'язана та там наче тримається вкладкою з карнеолу, з обох боків два суцвіття папірусу:13. Використані фарби (жовта, червона, синя, зелена) означають, що діадема наче зроблена з золота та коштовного каміння, як, наприклад та, що була знайдена в гробниці Тутанхамона. Над лобом знаходився царський урей. Позаду вздовж шиї від низу корони простягається червона стрічка, яка зверху спини лежить поверху широкого поліхромного коміра. На відміну від інших давньоєгипетських погрудь, це не має плечей і закінчується на початку ключиць.

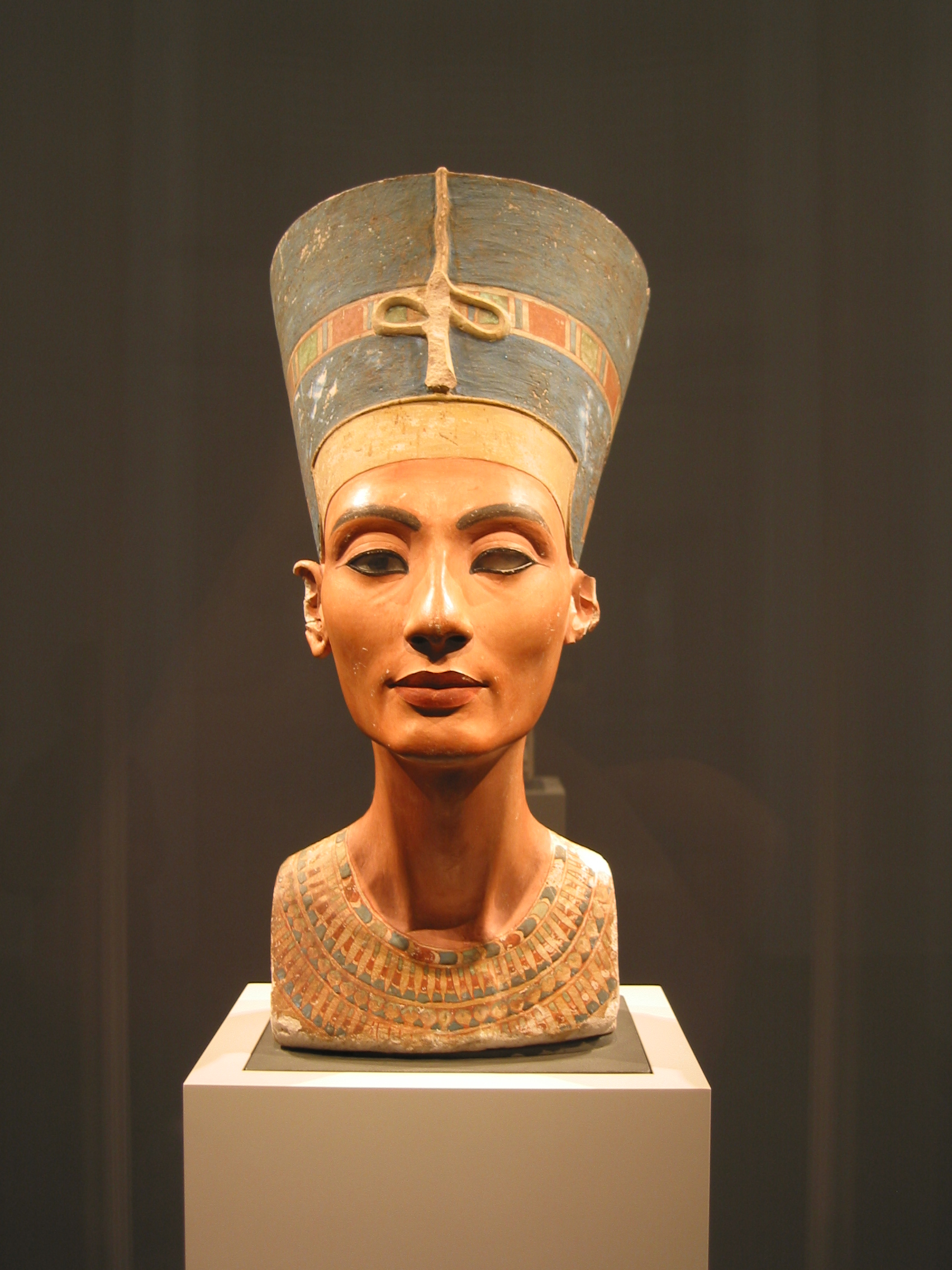
вигляд спереду
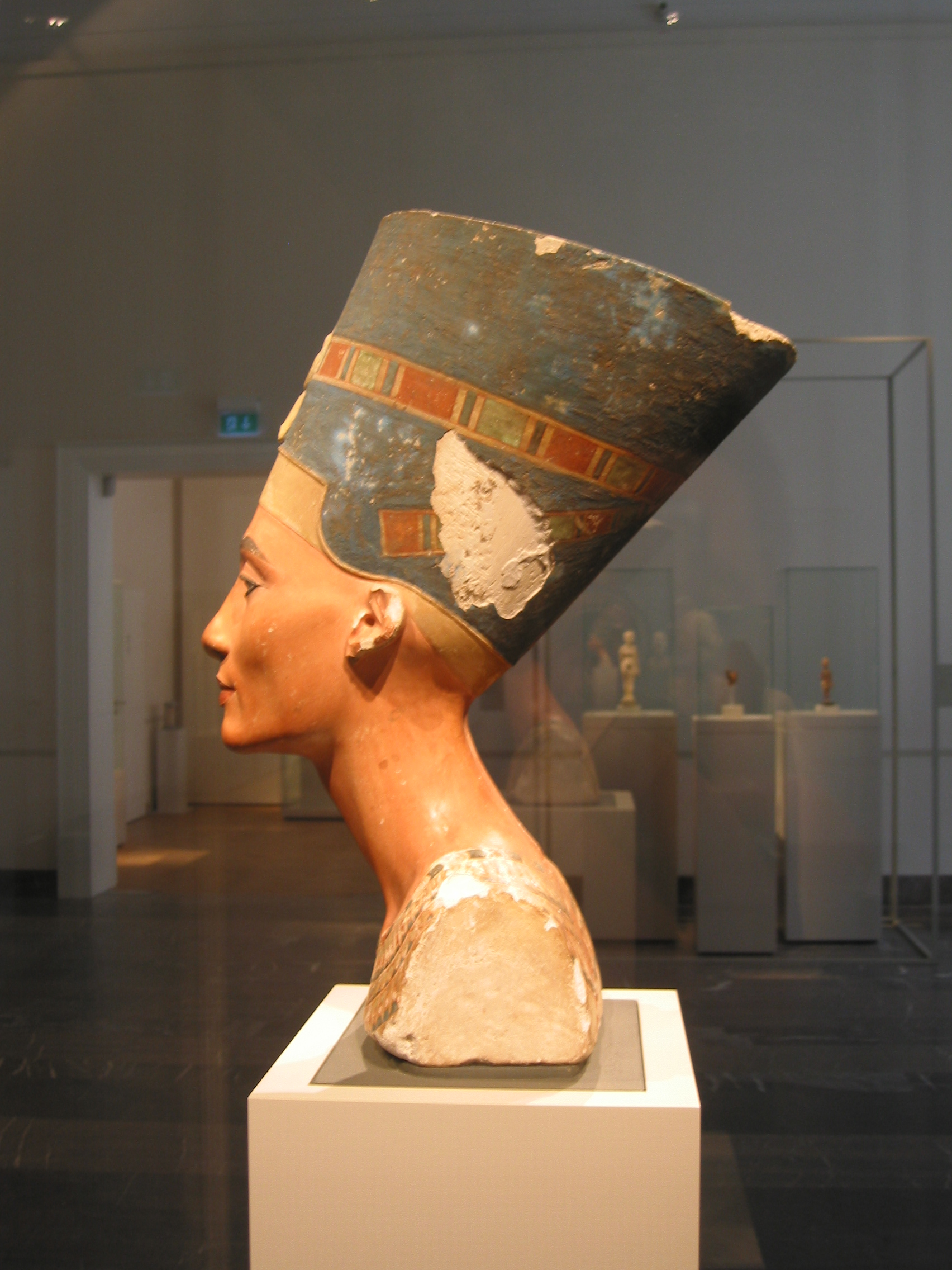
вигляд зліва
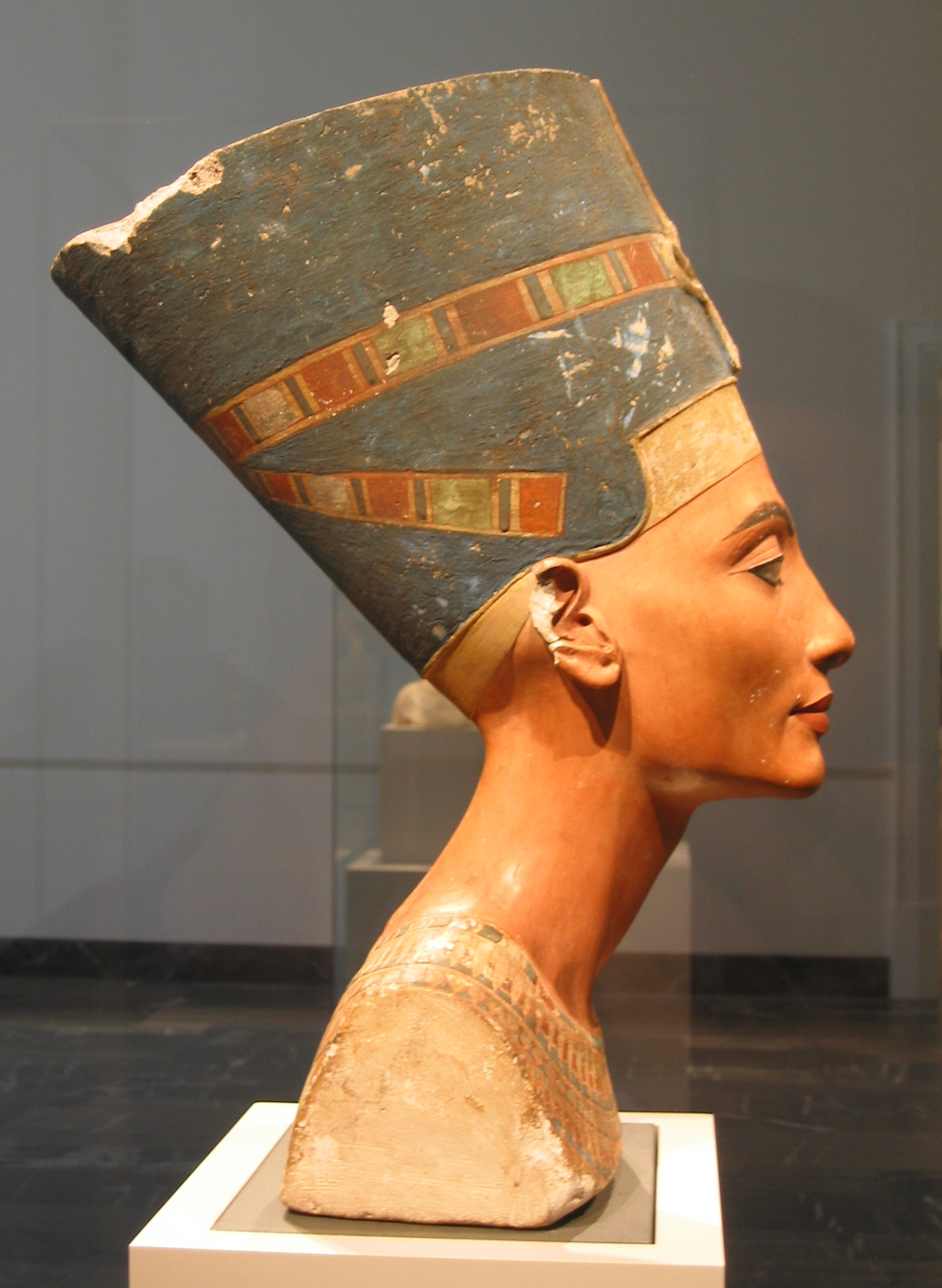
вигляд справа
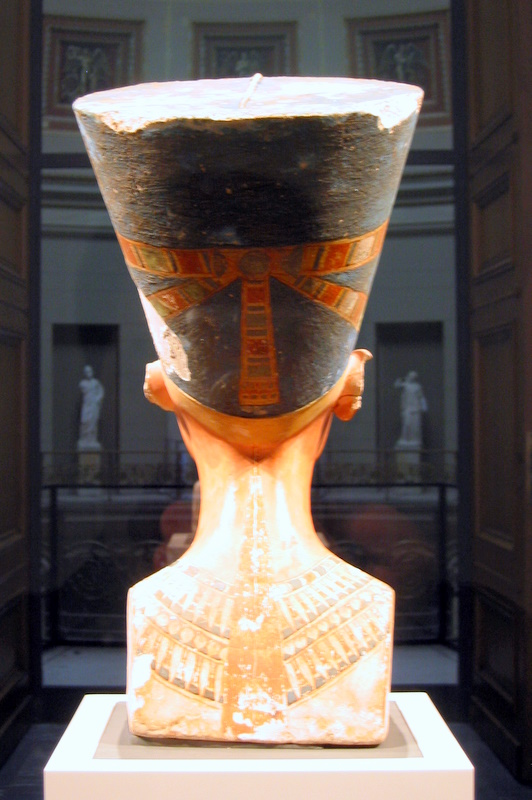
вигляд ззаду

Людвіг Борхардт описав свої перші враження від погруддя у своєму щоденнику розкопок так:
Зображення цариці має тонкі риси обличчя з високими вилицями, довгою шиєю без зморшок та дуже стрункі контури. Обидві половини обличчя симетричні. Колір шкіри рожево-бежевий та виглядає свіжо:253. Загальний макіяж, брови, очі підведені, не надто повні губи вкрито червоно-коричневим відтінком, — все виглядає наче щойно нанесене:11. У своїй виразності зображення не лише відповідає ідеалу краси сучасності, а й надає зображенню цариці особливу індивідуальність та особистість:15. Джойс Тільдеслі так коротко описує погруддя: «[Тутмес] … надав їй універсальної краси, дія якої перетинає всі кордони раси та часу»:253.

### Захоплива дія погруддя

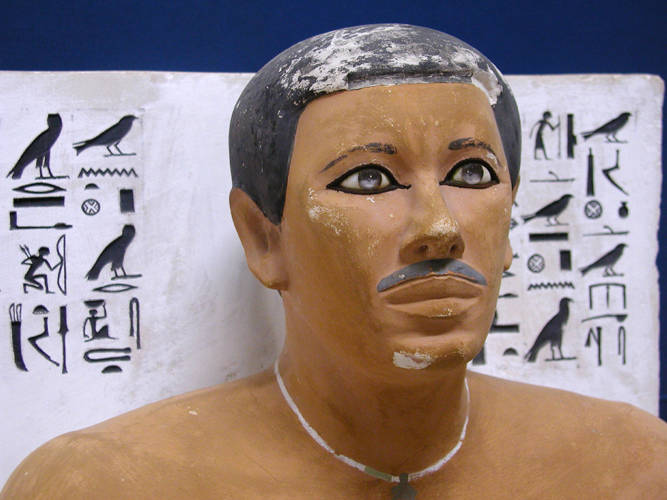
Сидяча статуя Рахотепа (Єгипетський музей, Каїр, CG 3)

Вплив погруддя на глядача пояснюється різними аспектами: майже ідеальний стан збереженості з його яскравими кольорами й живий вигляд правого ока:13. Настільки детальну роботу над зіницями з гірського кришталю можна знайти хіба що на двох статуях принца Рахотепа та його дружини Нофрет з 4-ї династії (Стародавнє царство), що зробило ці статуї всесвітньо відомими. Ефекти загальної обробки дають реалістичний вигляд та притягують погляд глядача попри ідеалізовані лінії. Інший момент — те, що погруддя поєднує пасивний та активний аспект: голова та потилиця під вагою корони здаються притиснутими донизу, шия подана вперед. Необхідність протидіяти вазі корони та балансувати підкреслюється напруженими м'язами шиї, що особливо чітко видно ззаду, де голова переходить у шию під короною.
Єгиптолог Юлія Самсон так описувала відвідувачів 1985 року:

### Незнайдене ліве око
До того, як погруддя Нефертіті було знайдено, воно ніколи не полишало майстерню Тутмеса. Після знахідки, сміття та матеріал довкола місця знахідки, а також все, вже винесене з майстерні, було ретельно обстежено, знайдено маленькі уламки вух, однак вкладки для ока так і не знайшли. Борхардт із цього приводу написав у щоденнику розкопок: «Лише значно пізніше я побачив, що її (вкладки) ніколи не існувало.» Пізніше він пояснив, що в лівому оці не було ніяких слідів в'яжучого агенту, які були присутні на вкладці наявного ока, а також ніяких видимих слідів обробки.
Думки щодо відсутнього лівого ока дуже різняться. Як правило пояснюють, що його й не мало бути вставлено, а погруддя мало демонструвати робочий процес над об'єктом, тобто слугувати моделлю. З одного боку, це означає, що порожня очниця не має слідів оригінального кріплення за допомогою клею або обробки, хоча вкладка повинна була бути поміщена туди ще під час виготовлення погруддя:254. Доротея Арнольд висловлює думку, що доки мікроскопічні дослідження не покажуть слідів обробки, слід вважати, що лівого ока ніколи не було. Натомість Ніколас Рівз вказує на те, що раніші проби показували, що відсутнє ліве око містило сліди тієї ж фарби, що й праве. Отже, відповідно до Рольфа Краусса, око все ж було, але пізніше випало. Захі Хавасс також вважає, що погруддя виготовлено з двома очима, а ліве було знищено пізніше. Джойс Тілдеслі, однак вважає малоймовірним, начебто «всього лише одне око було відділено від погруддя, щоб принизити пам'ять про померлу царицю»:291.
Штефай Саймон вказує на те, що до цього часу не було проведено досліджень для визначення того, чи містить ліве око сліди воску як в'яжучого агента. А з огляду на цінність погруддя, взяття зразка для подальшого аналізу навряд чи можливе. Крім того, він вказує на невеликі пошкодження під оком, які можуть вказувати на від'єднання існуючої раніше зіниці з гірського кришталю. У лівому оці є сліди синього кольору, які також присутні в правому.
Залежно від переконань щодо причин відсутності лівого ока виникли різноманітні теорії. Якщо вважають, що погруддя було незавершене, припускають, що цариця померла або місто Ехнатон було швидко залишено. Або припускають, що робота не призначалась для виставлення в царському палаці або храмі, а повинна була, як майстерна робота, слугувати прикладом для роботи над іншими погруддями Нефертіті.
Оскільки Нефертіті (наскільки на цей час відомо) після 12 або 13 року правління Ехнатона більше не згадується, деякий час вважалося, що вона впала в немилість, що й вплинуло на роботу над її зображеннями. Також припускалось, що в цариці була хвороба очей:291. Однак 2012 року в кар'єрі «Дайрі Абу Хінніс» виявили напис з її ім'ям та фразою «16 років, 3 місяців, 15 днів» за царювання Ехнатона. Погруддя Нефертіті поки що єдине з усіх знайдених зображень цариці, яке не має лівого ока.
У романах про Нефертіті та Ехнатона або в науково-популярній літературі тема відсутності ока часто використовується. Наприклад, Філіп Ванденбенг у своїй книзі «Нефертіті» (1975) йшов за припущеннями єгиптологів того часу, що погруддя лишилося незавершеним. Він обґрунтовував це тим, що скульптор Тутмес через зневажене кохання його не завершив, образившись на царицю. Крістіан Жак у своєму романі «Дочка Нефертіті» описує, що перед смертю велика царська дружина Ехнатона осліпла[джерело?].

### Дослідження

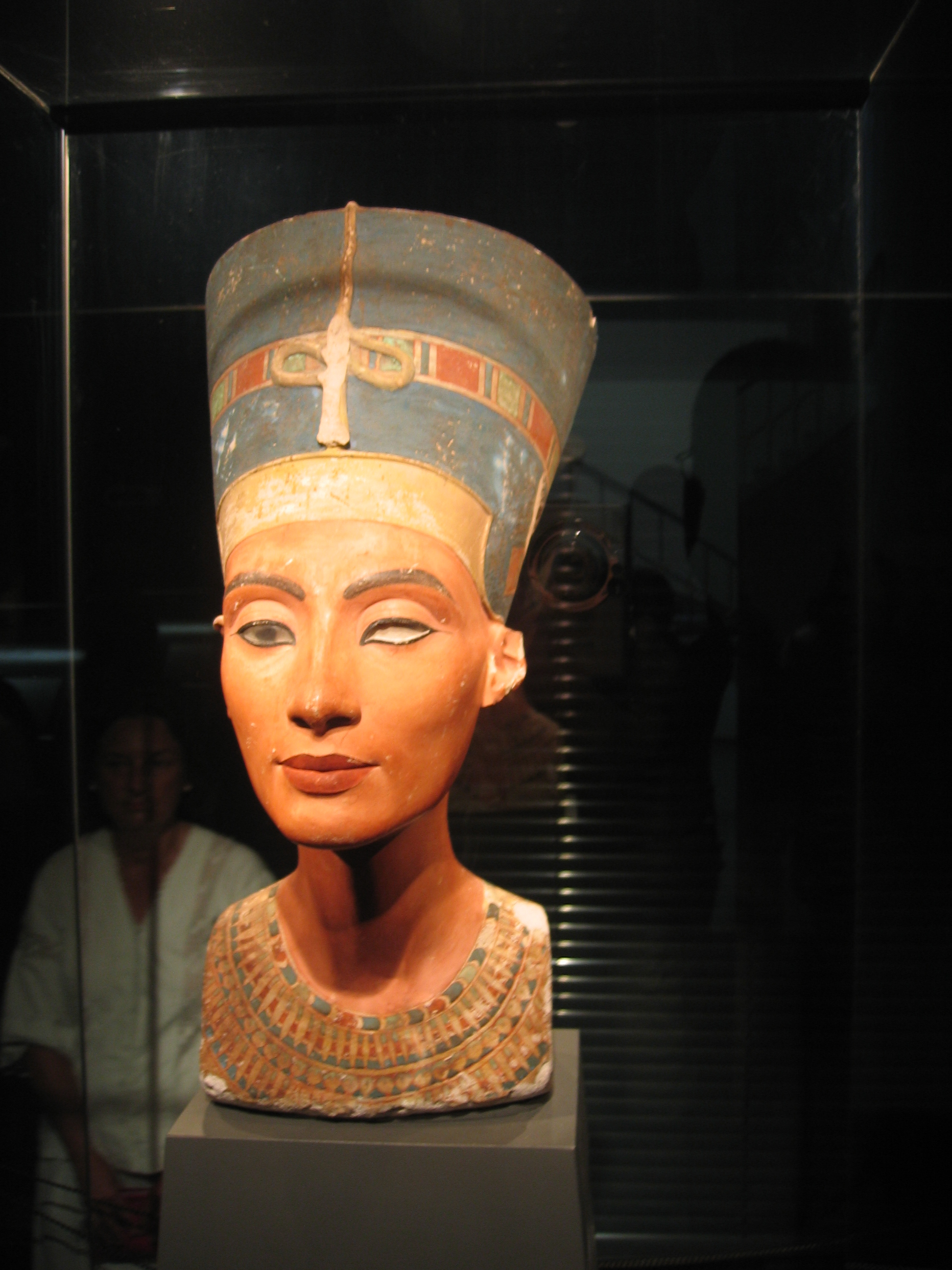
Фото під час перебування в Шарлоттенбурзі

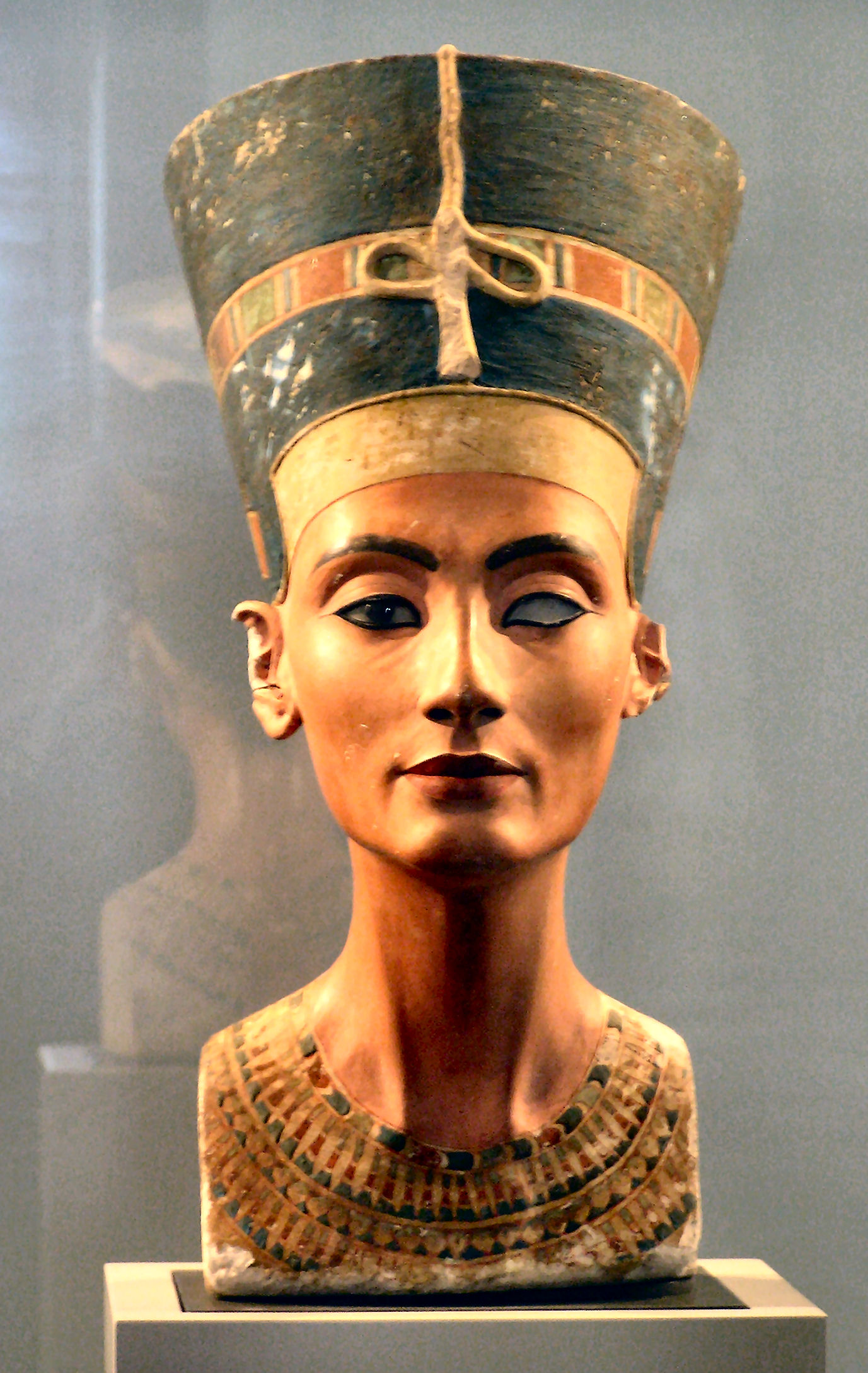
Фото в Старому музеї

Перше дослідження погруддя зроблено в 1920-ті роки Фрідріхом Ратгеном і Людвіг Борхардт опублікував його результати 1924 року. Скульптор Ріхард Йеннер дослідив погруддя 1925 року, коли здійснював реставрацію. Додаткові аналізи та виміри здійснювались також у 1950, 1969 та 1982 роках. 1986 року були виправлені опубліковані Борхардтом дані щодо складу гіпсу — нове хімічне дослідження довело, що це гіпсово-ангідритна суміш (стуко), яка також використовувалась в інших об'єктах Амарнського періоду. 1989 року єгиптолог Рольф Краусс виявив, що погруддя вироблялося за точною системою-сіткою, масштаб якої склав ширину 26 пальців (кожен розміром 1,875 см), а загальна висота становила майже 50 см.
До сьогодні погруддя Нефертіті двічі досліджувалося на комп'ютерному томографі (КТ) (у 1992 та 2006 роках) для вивчення техніки виготовлення, оцінки збереження й наявних пошкоджень без завдання додаткової шкоди самому погруддю. Погруддя (голова) цариці Тейе (ÄMP 21834), яке вважається другим за важливістю предметом давньоєгипетського мистецтва в Єгипетському музеї Берліна, пройшло аналогічне дослідження ще 1990 року.
Через наявність сколів тонкого шару стуко з лівого боку корони та видимих шарів стуко на плечах було відомо, що погруддя має вапнякову основу, яка була вкрита стуко й оброблена:13. Рудольф Антес писав про це ще 1961 року в «Голові цариці Нефертіті». Дослідження 1992 року в рентгенологічному відділенні клініки Шарлоттенбург Вільного університету Берліна показали точну картину цих робіт. Було виявлено, що нерівності та недоліки вапнякової основи були вирівняні тонкою роботою з накладання шарів стуко. Наприклад, плечі основи неоднакової висоти, а шия — довша та тонша. Блакитна корона в основі також грубіша, ніж її вигляд на завершеному погрудді:14.
Горизонтальні зрізи на висоті очей дозволили зробити вимір товщини матеріалу поза гірським кришталем правого ока. Встановлена густина відповідала людській жировій тканині й було зроблено припущення, що йдеться про віск. Значне коригування вапнякової основи накладанням стуко також дозволило зробити припущення, що погруддя справді було моделлю скульптора. Для порівняння: скульптури та статуї, які виготовлялись для поховань та храмів, не мали такої значної додаткової обробки гіпсом.
Завдяки технічному поступу, погруддя Нефертіті через 14 років після першого дослідження пройшло КТ-сканування ще раз. Його організували спільно Національне географічне товариство та підрозділ Siemens Medical Solutions фірми Siemens під керівництвом доктора медицини Олександра Гуппертца, керівника інституту Imaging Science берлінської клініки Шаріте під наглядом Дітріха Вілдунга. Дослідження 2006 року дозволило краще й набагато детальніше розпізнати структуру вапнякової основи погруддя, ніж під час дослідження 1992 року.
Дітріх Вілдунг так описав результати досліджень погруддя:
Основа погруддя показала «тонку довгу шию та нерівні плечі». Суттєві виправлення були здійснені шарами гіпсу, що деколи сягають товщини 4 см. З одного боку шарами гіпсу маскувалась грубість вапнякової основи, з іншого — останній шар гіпсу дозволив виконати дуже тонкі й делікатні зморшки під очима. Вілдунг описав це як «типовий процес у майстерні скульптора». Ця тонка робота по гіпсу свідчить про ретельну обробку обличчя цариці. Для того, щоб краще показати зображення Нефертіті, при новій презентації в Старому музеї освітлення погруддя було змінено:13. Тепер вона вже здається не «красивою дівчиною», а зрілою, старшою жінкою.
Однак порівнюючи дані КТ-сканування 1992 та 2006 років та оцінку цих даних, працівники Федерального інституту дослідження та тестування матеріалів дійшли до іншого висновку: другого обличчя Нефертіті не має, воно існує лише віртуально. Олександр Гуппертц відкидає звинувачення до дослідження під його керівництвом та його результатів як безпідставні: «Що обличчя вапнякової основи виглядає так само як на 3D-скані, гарантувати не можна. Однак я переконаний, що те обличчя існує.».

### Збереження
Погруддя дуже добре збереглося, за винятком відсутнього урею на короні над чолом, частин обох вух, великого поверхневого сколу шару стуко з лівої сторони корони та невеликих тріщин на лівому плечі. Маленькі шматочки вух, які було знайдено при розкопках, під час реставрації 1925 року було повернено на місце. Як і зіниця лівого ока, відколотий урей не був знайдений на місці розкопок. Розфарбування перебуває в оригінальному стані та до цього часу реставраційних робіт не потребувало.
Вапнякове погруддя за роки від його знахідки зазнавало впливу різних умов внаслідок його переміщень — вібрації, коливань температури, вологості. Єгиптолог Баррі Кемп, що з 1977 керує Проєктом Амарни, у 2007 зазначив щодо окремих місцерозташувань погруддя: «це диво, що вона досі залишилась цілою, прекрасною статуєю».
Дослідження 2006 року виявило слабкий зв'язок між використаними матеріалами (вапняк та стуко). Через цю негомогенність погруддя не лише надзвичайно чутливе до вібрацій та дотиків, а й не може бути піддане санації.
На думку фахівця з матеріалів Штефана Саймона, стан фарб також викликає тривогу. Різні дослідження показують втрату яскравості кольорів після 1913 та після 2005 років; найбільша втрата відбулася одразу після знахідки. В рамках мистецької акції до Венеційської бієнале фарби погруддя також зазнали певних втрат. Для уникнення подальших втрат у майбутньому, до погруддя було додано вторинну основу з нержавіючої сталі, на якій його можна пересувати без дотиків до нього.
Як подальший захід щодо збереження кольорових пігментів із лютого 2010 заборонено фотографування погруддя, оскільки до того, попри відповідні позначки й пояснення щодо заборони фотографування зі спалахом, відвідувачі порушували цю заборону.

## Погруддя та мистецтво Амарни
Хоча всі знайдені на території розкопок P 47 предмети є унікальними за якістю виготовлення, все ж погруддя Нефертіті з майстерні скульптора Тутмеса навіть серед знайдених там 10 голів Нефертіті є найбільш видатною роботою: воно є єдиним розфарбованим зображенням, із тонкою обробкою та вважається шедевром давньоєгипетського мистецтва. Це вапнякове погруддя перевершує за своїм виконанням не лише мистецтво всіх давньоєгипетських епох, а й інші зображення, рельєфи, статуї Амарнського періоду. На відміну від перебільшених зображень фараона, цариці та їх дітей початку Амарнського періоду, що частково справляють гротескне або потворне враження, погруддя Нефертіті в натуральну величину з симетричними пропорціями справляє м'яке враження.
Форма погруддя для давньоєгипетської скульптури дуже незвична, оскільки, як правило, голова якоїсь людини виготовлялась окремо для того, щоб потім бути встановленою на тіло з іншого матеріалу:8. Однак на цьому погрудді відсутні будь-які сліди того, що воно призначене для створення складеної статуї цариці (наприклад, так звані «шипи» для з'єднання).
У порівнянні з іншими зображеннями цариці, ця робота є унікальною. Доротея Арнольд розрізняє п'ять типів представлення зображення цариці: The Definite Image — «Ідеалізоване зображення» (Берлін № 21300 та № 21352), The Ruler — «Правителька» (Єгипетський музей Каїру, JE 45547), The Beauty — «Красуня» (Берлін, № 21220), Nefertiti in Advanced Age — «Нефертіті старшого віку» (Берлін, № 21263) та The Monument — «Пам'ятник» (Берлін, № 21358). Погруддя Неферіті (№ 21300) вважається ідеалізованим зображенням. Інші єгиптологи також вважають це погруддя ідеалізованим зображенням Нефертіті.
Рольф Краусс зазначає, що «жодне людське обличчя не має настільки математично точних пропорцій. Голова Нефертіті — це ідеалізоване зображення Нефертіті.». На основі сітки він встановив, що основою вимірів погруддя був квадрат шириною з палець (1,875 см). Це була найменша міра виміру в масштабуванні в Давньому Єгипті. До цього в мистецтві застосовувались міри шириною близько чотирьох пальців, ширини долоні (7,5 см). Історики мистецтва постійно підкреслюють повну симетрію погруддя. Підборіддя цариці, рот, ніс, урія на лобі лежать точно на центральній осі обличчя. Однак ця точність стосується лише обличчя. Обробка корони з обох боків чи плечей не дуже симетрична. Наприклад, ліва сторона корони трохи ширша за праву. Симетрія обличчя особливо помітна у дзеркальному зображенні, оскільки обидві сторони видаються повністю однаковими. Погруддя цариці посідає в мистецтві Амарни чільне місце, оскільки виділяється від попередніх зображень чіткою «цифровою» системою. «Це, безсумнівно, є прототипом нового обличчя королеви в чистому вигляді.».

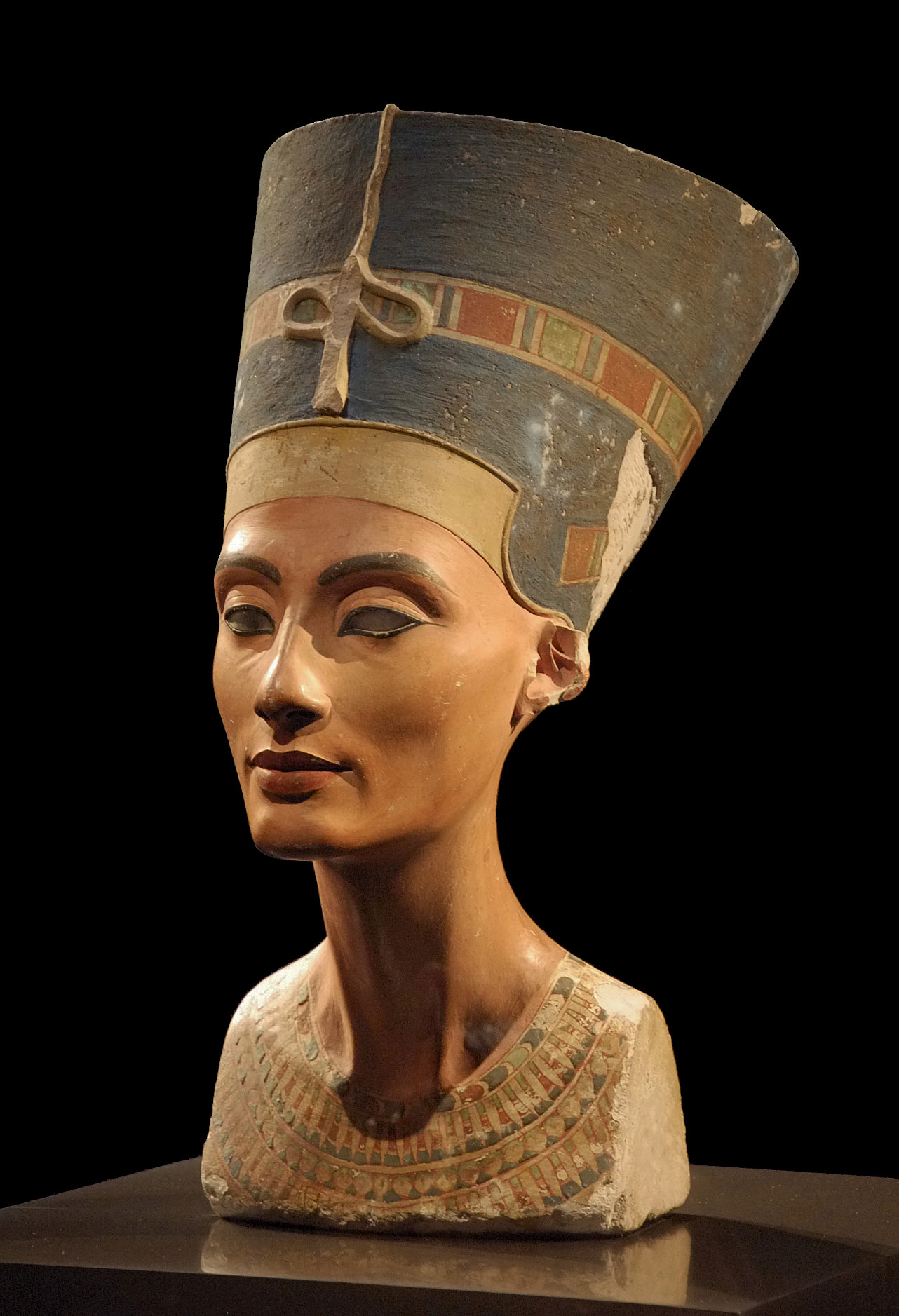
«Ідеалізоване зображення» (Берлін, №21300, вапняк, висота 50 см)
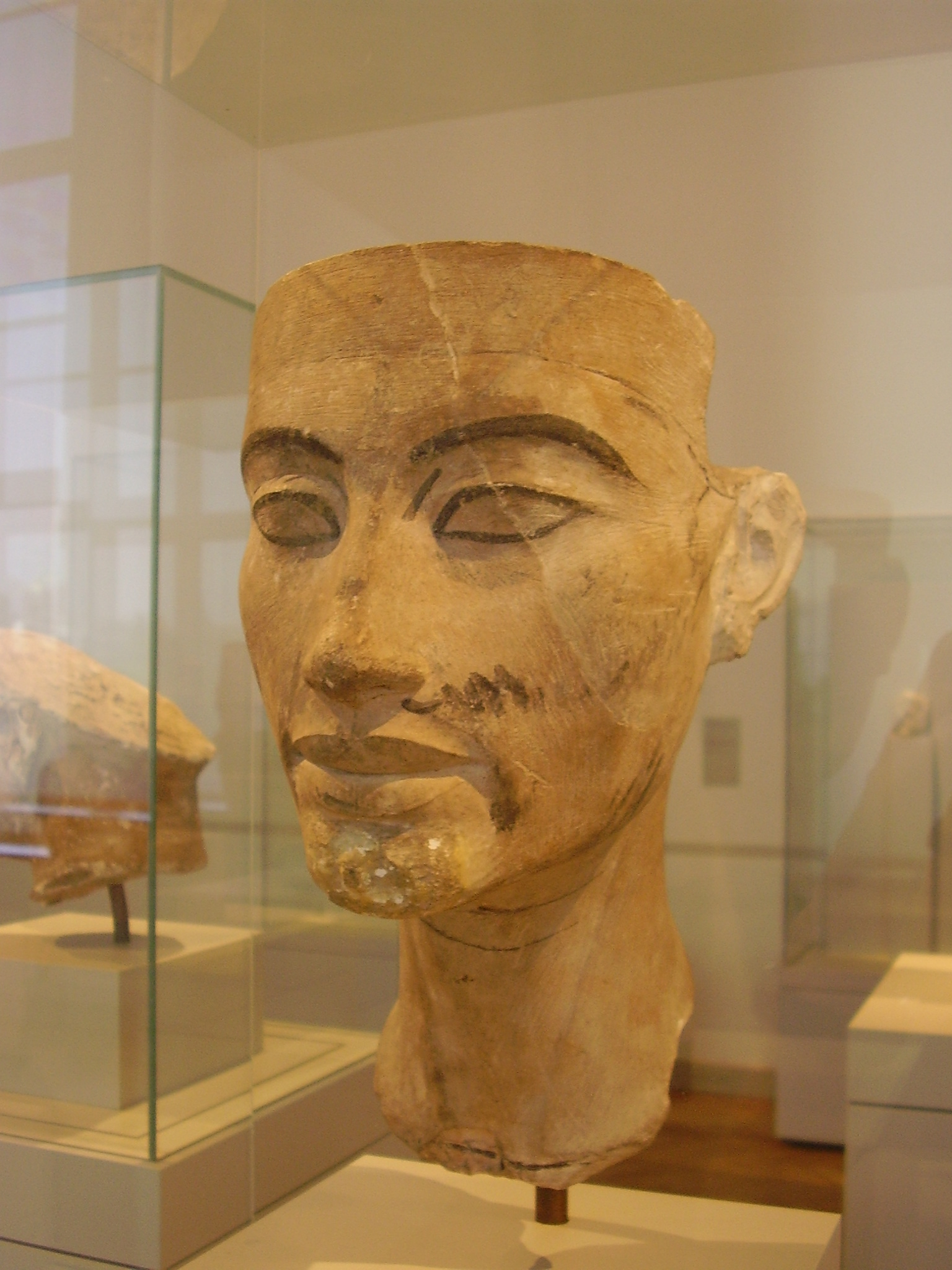
«Ідеалізоване зображення» (незавершене) (Берлін, №21352, вапняк, висота 29,8 см)
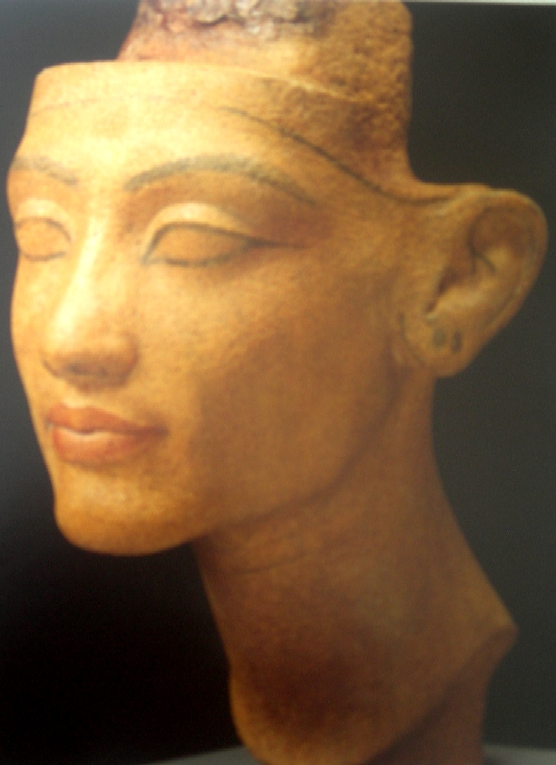
«Красуня» (Берлін, №21220, кварцит, висота 30 см)
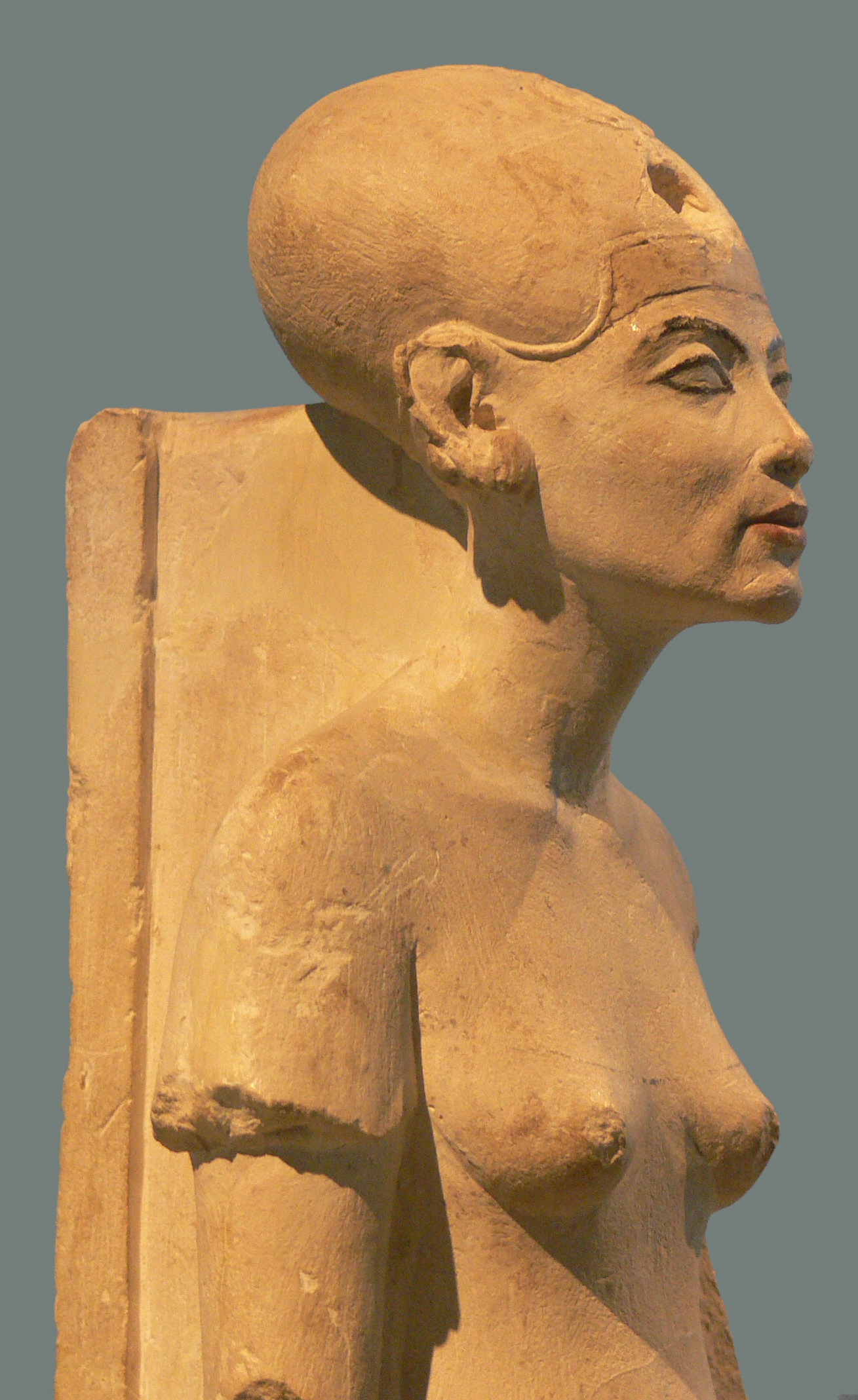
«Нефертіті старшого віку» (Берлін, №21263, вапняк, висота 40 см)
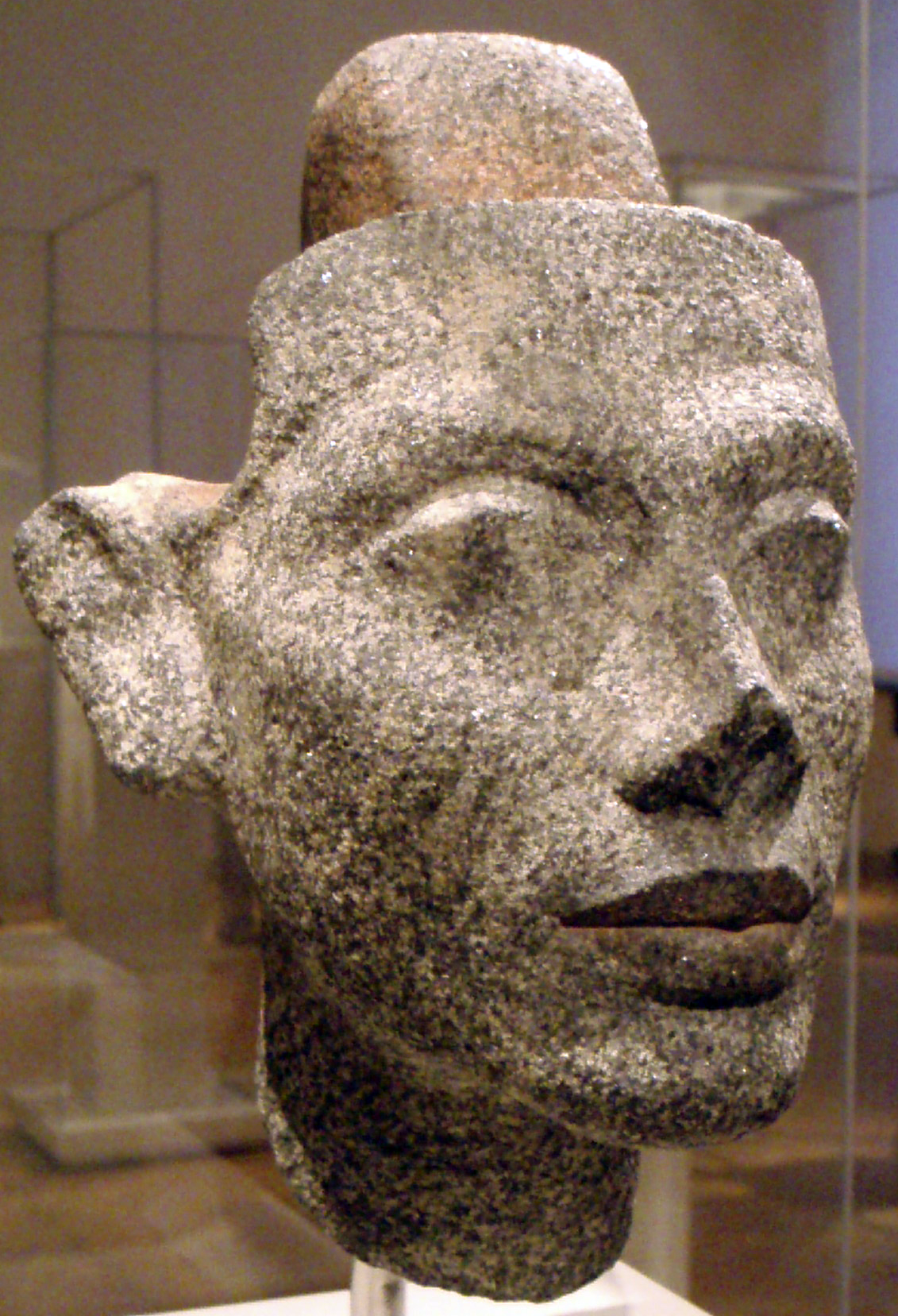
«Пам'ятник» (Берлін, №21358, граніт, висота 23 cm)

Попри численні зображення Нефертіті на рельєфах, погруддях та статуях, як вона виглядала насправді, невідомо.

## Вимоги щодо повернення та позики

### Після першої виставки 1924 року
Перша вимога Єгипту щодо повернення погруддя надійшла вже після першої публічної виставки погруддя 1924 року в Новому музеї:26. П'єр Лако, наступник Гастона Масперо на посаді директора єгипетської служби старожитностей (Service d'Antiquités Égyptiennes) та Каїрського єгипетського музею, вимагав негайного повернення погруддя. Єгипетський уряд приєднався до його вимоги. Лако не піддавав сумніву справедливість розподілу знахідки на рівні частини, однак клопотав про повернення з «моральних» підстав:83. Наступного року Борхардту відмовили в ліцензії на розкопки в Єгипті.
1929 року Лако відвідав Берлін і тодішній директор Єгипетського музею Берліна Генріх Шефер був готовий повернути погруддя до Єгипту. Джеймс Саймон, який 1920 року подарував погруддя берлінським музеям (разом з іншими знахідками з Амарни), на це також погоджувався, а Єгипет запропонував в обмін на нього статую Ранефера (Старе царство) та сидячу статую Аменхотепа, сина Хапу (Нове царство). Борхардт, однак наполягав, що з наукових підстав предмети частини знахідки не повинні відділятися один від одного. Міністерство економіки, мистецтва та народної освіти погодилося на повернення з обміном, однак громадська думка була проти й наполягала на тому, що погруддя повинне залишитися в Берліні. 1930 року Міністерство вирішило відмовитися від обміну:85.

### За часів нацизму
До річниці коронації короля Фуада I 1933 року прусський міністр-президент Герман Герінг планував повернути погруддя до Єгипту, що з пропагандистських підстав підтримувалось також Йозефом Геббельсом. Натомість в одній зі своїх промов Адольф Гітлер того самого року назвав погруддя Нефертіті іконою: «Я голову цариці ніколи не віддам. Вона є шедевром, коштовністю, скарбом.». Рейхсканцлер планував на її честь у заново відбудованому та перейменованому на Германію місті Берліні побудувати великий музей, де один зал був би присвячений виключно погруддю, та відмовився від повернення.

### Після Другої світової війни
1945 року виник між-німецький конфлікт щодо місцеперебування погруддя. Представники східної окупаційної зони вважали, що вони були незаконно позбавлені старожитностей Державних музеїв, переміщених під час війни. Запит на повернення витворів мистецтва й культурних цінностей на довоєнні місця здійснювалася відповідно до так званого «принципу походження». Представники західної зони окупації натомість послались на німецьке законодавство та не погодились на передачу до східної зони погруддя та інших культурних об'єктів Державних музеїв, які опинились у Західному Берліні.
Після закінчення Другої світової війни різні американські музеї повідомили про свій інтерес до німецьких культурних скарбів. Музей мистецтва Метрополітен у Нью-Йорку цікавився погруддям Нефертіті, однак вивезення його до США зупинив офіцер захисту мистецтва Волтер Фармер:85, 87. Після виставки погруддя Нефертіті з іншими творами мистецтва в Національному музеї Вісбадена 1946 року, Єгипет поновив свої вимоги на зображення цариці. Планувалось, що погруддя займе належне місце в Каїрському єгипетському музеї. Було проведено переговори між єгипетськими та американськими представниками. Висновком дослідження американського військового уряду було, що погруддя Нефертіті не є частиною художніх скарбів, викрадених нацистами, а привезене до Берліна «належним чином» 1913 року. 1947 року преса повідомила, що погруддя Нефертіті лишається в Німеччині.
У наступні роки, особливо у 2000-ні, неодноразово надходили пропозиції щодо позики Єгипту погруддя Нефертіті. Окрім колишнього генерального секретаря єгипетської ради старожитностей Захі Хавасса, 2006 року про позику просила також директорка Каїрського єгипетського музею Вафаа ель-Саддік. Єгипетський посол Мухаммад Аль-Орабі, який під час прийняття з нагоди відкриття Єгипетського музею в Старому музеї Берліна назвав погруддя Нефертіті «постійною представницею Єгипту в Німеччині», 2008 року запитував про позику погруддя до Єгипту та створення «Єгипетсько-німецької комісії з транспортабельності Нефертіті». 2007 року Захі Хавасс надсилав прохання передати погруддя на три місяці на виставку з нагоди відкриття нового Єгипетського музею біля Пірамід. У цьому зв'язку повідомляв тодішній директор берлінського музею Дітріх Вілдунг, що Німеччина планує заснування музею «європейського мистецтва» в єгипетському місті Александрія, який мав бути подарунком країн ЄС Єгипту.
2007 року проводилась кампанія «Нефертіті їде в подорож». Організація CulturCooperation e.V. пропонувала у листі німецькому уряду позичити погруддя Єгипту. Однак така позика була відхилена Бундестагом. Зокрема, культурний комітет Бундестагу заявив 26 квітня 2007 року, що поводження з вапняковим погруддям з причин консервації та реставрації має бути вкрай обережним. У травні 2007 від депутатки Бундестагу Еврім Баба було направлено запит з назвою «Колоніальне награбоване мистецтво», а в серпні того ж року — ще один запит «Нефертіті їде в подорож». На перший запит Фундація прусської культурної спадщини надавала відповіді та виправлення на питання, які були порушені кампанією.
Тим не менш, в останні роки Захі Хавасс також надсилає більш чіткі вимоги щодо повернення погруддя, оскільки, на його думку, 1912 року Єгипет було введено в оману щодо цінності погруддя і, отже, воно залишило країну незаконно. В Єгипті було створено комісію щодо перевірки суті справи й тодішніх документів. Перед відкриттям Нового музею в Берліні в жовтні 2009 року Захі Хавасс поширив таке повідомлення:
На час візиту нового директора Єгипетського музею Берліна Фрідеріке Зейфрід до Захі Хавасса в Каїрі, Фундація прусської культурної спадщини в грудні 2009 підкреслювала, що під час візиту мова не буде йти про погруддя Нефертіті. Від держави Єгипет також не надходило офіційного запиту щодо повернення. Питання тимчасової експозиції перебувало на розгляді та повністю залежало від результатів досліджень щодо консервації для придатності для транспортування погруддя.
У березні 2010 року Зейфрід повідомила, що після перевірки всіх документів щодо поділу знахідки не має сумнівів, що поділ було зроблено відповідно до правил, які діяли на той час.
Однак у листі на Фундацію прусської культурної спадщини 24 січня 2011 Захі Хавасс знову вимагав повернення погруддя, підкреслюючи, що прем'єр-міністр Єгипту Ахмед Назіф та міністр культури Фарук Хосні таку вимогу «чітко» підтримують. Ця вимога, отримана не від офіційної особи, була негайно відкинута німецьким міністром культури Берндом Нойманном.
З нагоди століття знахідки погруддя президент Фундації прусської культурної спадщини Герман Парцінгер у грудні 2012 року пояснив, що він як і раніше виключає повернення погруддя до Єгипту: «Нефертіті є частиною культурної спадщини людства. Повернення просто так, з великодушності, я вважаю нерозумним.»

## Копії та підозри в шахрайстві

### Копії погруддя

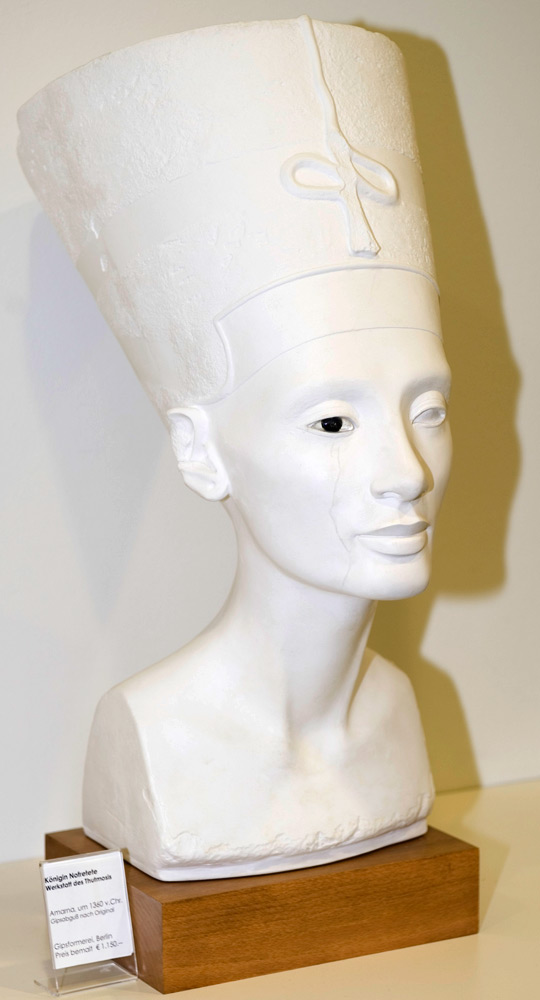
Нерозфарбована гіпсова копія (Виставкова зала майстерні гіпсових форм, Берлін)

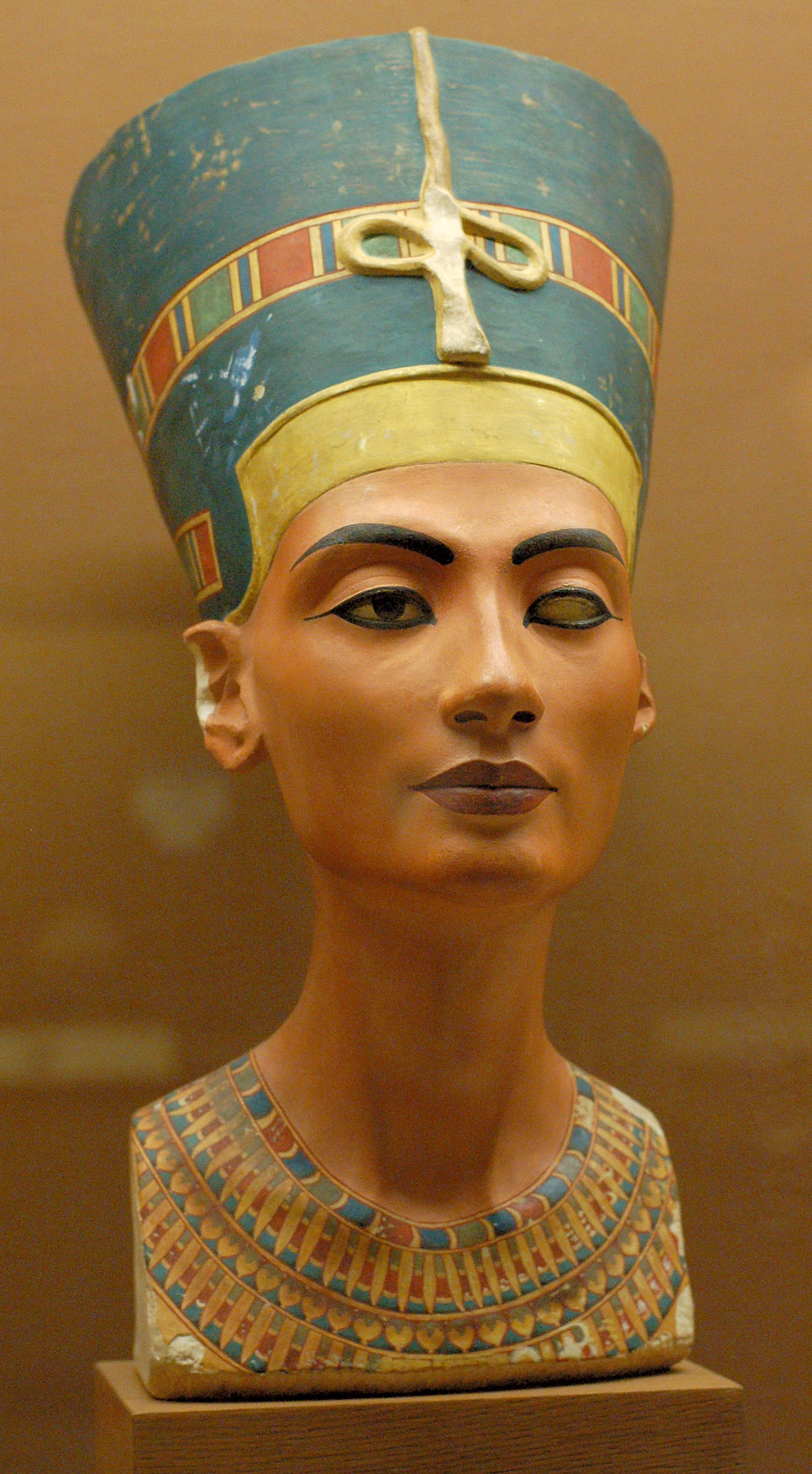
Розфарбована копія погруддя в Розенкрейцерському музеї в Сан-Хосе, Каліфорнія

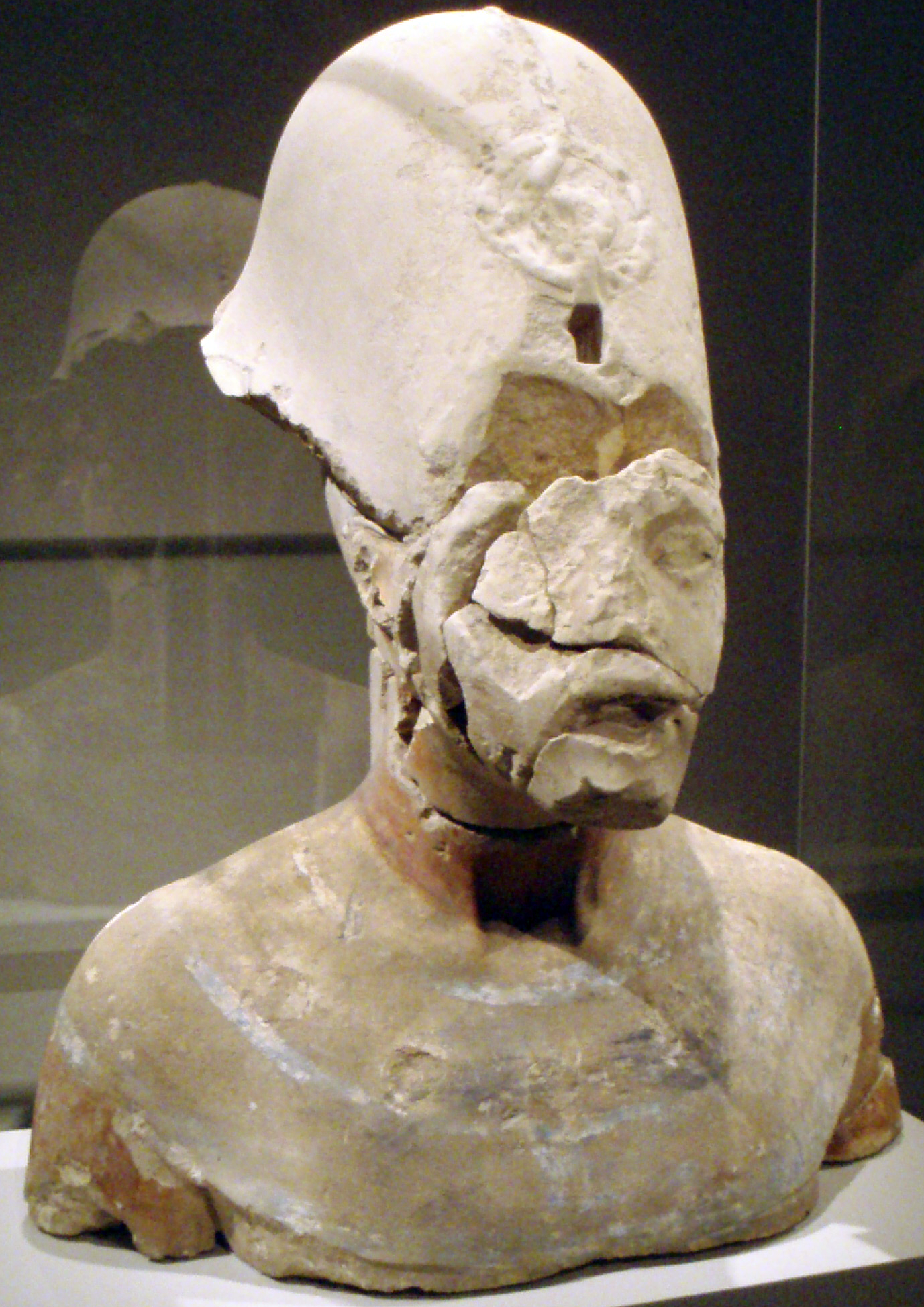
Розбите та реконструйоване вапнякове погруддя Ехнатона, Єгипетський музей Берліна, інв.№ 21360

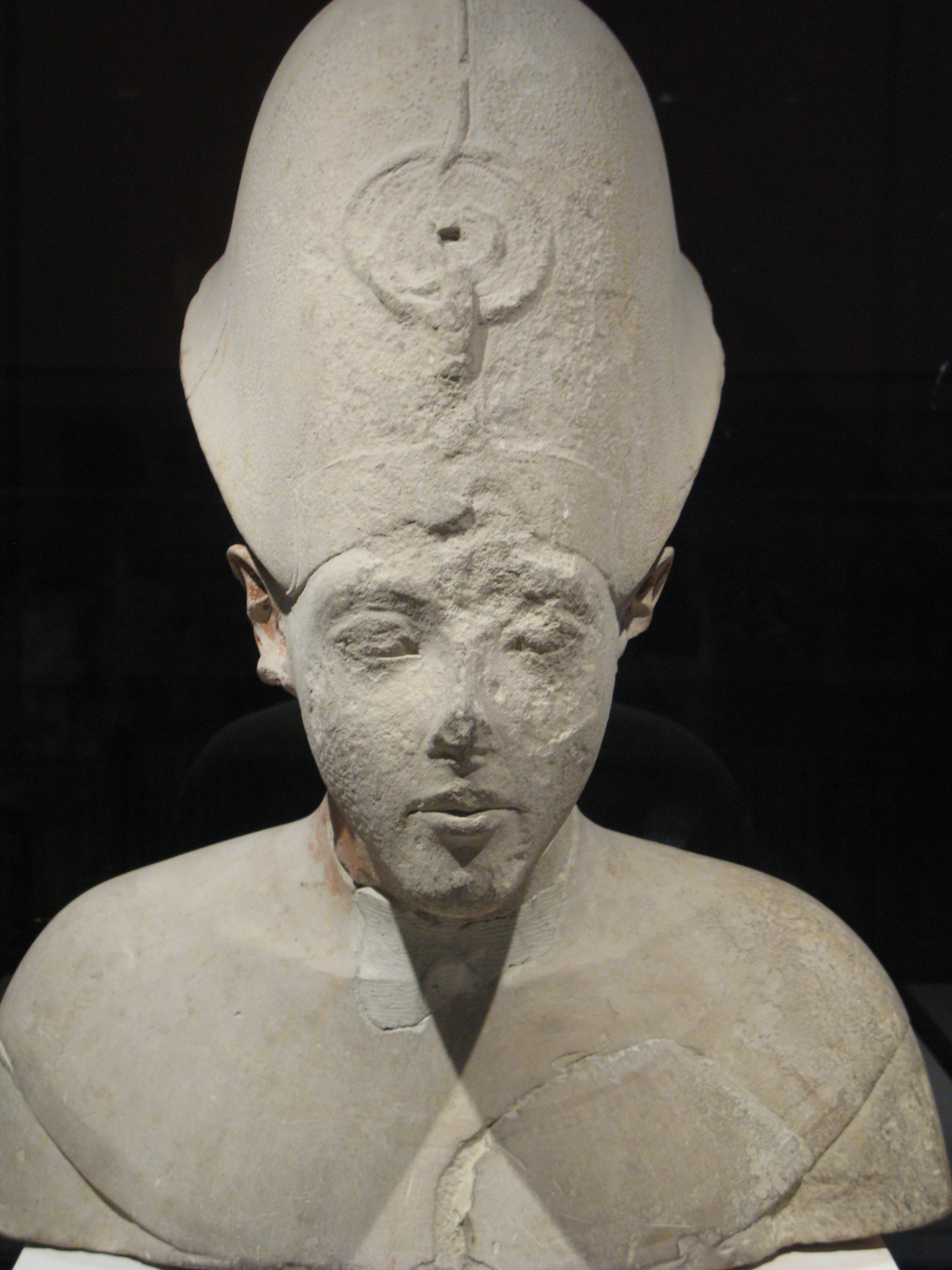
Вапнякове погруддя Ехнатона в Луврі

Існують численні дублікати погруддя Нефертіті. 1925 року Ріхард Йеннер виконував реставраційні роботи вух та залишків урею на погруддя і розпочав ці роботи з виготовлення першої копії в майстерні гіпсових форм — найстарішому об'єкті державних музеїв Берліна, де з 1819 року створюють точні копії важливих експонатів берлінських та європейських музеїв. Як матеріал використовується високоякісний алебастровий гіпс. Виготовлення копій погруддя здійснюється за допомогою майстер-копії, а самі копії відповідають усім вимірам оригіналу.
Після того, як Джеймс Саймон подарував прусській державі всі знахідки з Амарни, він замінив у себе погруддя Нефертіті на його копію, яка сьогодні, імовірно, перебуває у власності нащадків Саймона. Захоплений погруддям кайзер Вільгельм II також замовив собі копію, однак у його копію вставили друге око. 1918 року він забрав цю копію з собою у вигнання до Нідерландів. Ця копія й сьогодні перебуває в маєтку Дорн, де кайзер жив у вигнанні. Кайзерська копія демонструвалась 2010 року на особливій виставці «Історія та пригоди археології» в Рурському музеї в Ессені та 2011 року на особливій виставці «Сісі та Вільгельм II — кайзери на Корфу» в Державному музеї античності в Лейдені, Нідерланди.
Вважається, що в Гітлера також була одна або навіть декілька точних копій оригіналу; вони, начебто, були виготовлені для обміну з Єгиптом, а Гітлер планував залишити оригінал для власної приватної колекції.
Канал ZDF використав теорію про існування гітлерівської копії погруддя в «документальному» фільмі 2007 року: начебто, за наказом якогось майора Нефертіті була взята зі сховища під вишкою в Берлінському зоопарку і була вміщена в ящик із номером 28, однак до шахти в Меркерсі прибула під номером 34. І тому запитувалось, чи погруддя цариці в музеї є справжнім. Однак ці припущення є суперечливими, оскільки твердження майора, з одного боку, не збігаються з протоколами, відповідно до яких погруддя на той час було вже транспортоване до соляної шахти в Тюрінгії. По-друге, тим, хто віддав наказ про перевезення художніх цінностей до шахт, був сам Гітлер.
Наприкінці 1960-х була виготовлена форма для лиття на основі фотограмметричних даних, яка, однак, була недостатньо точна та була доопрацьована реставратором Йоахімом Людке для виготовлення максимально точних копій. Наприклад, копії, виготовлені за допомогою цієї форми, «випробовували» з міркувань безпеки переїзд погруддя з Шарлоттенбургу до Старого музею на Музейному острові та презентацію на новому місці.
2011 року погруддя Нефертіті було виміряно 3D-сканером, що дозволяє відтворення з точністю до сотої частки міліметра. На основі цих вимірів майстерня гіпсових форм виготовила особливу обмежену серію копій у кількості 100 штук.

### Підозра в шахрайстві
На початку 1980-х поширився міф, начебто Людвіг Борхардт замовив погруддя цариці, закопав його, а потім 6 грудня 1912 року відкопав для того, щоб цією знахідкою справити враження на важливих відвідувачів розкопок, серед яких був саксонський принц Йоханн Георг.
Позиція Рольфа Краусса щодо цих чуток була такою: «При відповідній інтерпретації фактів цій гіпотезі відповідають настирливе бажання Борхардта отримати погруддя при розподілі знахідки та його наступна спроба завадити показу погруддя широкій публіці.». Команда розкопок на той час уже знайшла кольорові пігменти та теоретично було можливо їх знову використати, однак лише дослідження погруддя в 1987/1988 вперше показало, що для виготовлення погруддя використовувалась так звана вапняно-гіпсово-ангідритна суміш. Ця суміш на час розкопок була невідома, а її відтворення (підробка) без хімічного аналізу неможлива. Він також вважає культурно-археологічну оцінку на цей час ускладненою, оскільки не опубліковані дані про всі знахідки Амарни, а опублікована інформація про погруддя Нефетріті також неповна. 2009 року він також висловився проти того, що Борхардт притримав погруддя, щоб «було легко у цей час доручити каменяру створити підробку.».
У березні 2009 року швейцарський історик культури Генрі Штірлін опублікував теорію, що погруддя Нефертіті виготовлене лише на початку 20 століття. За цією теорією, погруддя було виготовлено на замовлення Людвіга Борхардта без наміру підробки, а з метою показати на погрудді намисто, яке було знайдено при розкопках. На підтримку теорії Штірлін каже, що погруддя містить натяки, що не йдеться про давньоєгипетський артефакт віком 3400 років:
- «факт», що з погляду єгиптологів погруддя навмисно не має лівого ока, був би надзвичайною образою для давніх єгиптян, які вірили, що статуї є живими людьми;
- плечі погруддя обрізані вертикально, а давні єгиптяни завжди обрізали їх горизонтально.

Незалежно від Генрі Штірліна письменник Ердоган Ерсіван також займався археологічними підробками та піддав сумніву справжність погруддя Нефертіті. На його думку, моделлю для погруддя була жінка Людвіга Борхардта, що мало б пояснити, чому він волів тримати погруддя «під замком».
Колишній директор Єгипетського музею Берліна Дітріх Вілдунг назвав теорію Штірліна «без сумніву неправильною» та зазначив, що на погрудді не знайдено жодного сліду сучасних матеріалів. Така ідеальна підробка за часів Борхардта була неможливою. Вже після першого КТ-дослідження 1992 року Вілдунг зазначив такий випадковий результат: «Складна побудова погруддя з кам'яного ядра, на яке накладалися гіпсові шари, відкидає всі чутки про сучасне створення погруддя Нефертіті в область фантазій.».
Андре Візе, куратор Базельського музею старожитностей, також підкреслив в одному з інтерв'ю, що «звинувачення в підробці є просто нонсенсом», а припущення про це «необґрунтовані та не заслуговують на довіру». Погруддя неодноразово досліджували й результати всіх аналізів, рентгенівських досліджень та обставини знахідки вказують на його справжність. Кольорові пігменти без сумніву виготовлені в давнину, а от гіпс та камінь є так званими «старими» матеріалами, вік яких визначити неможливо. Однак вирішальним на думку Візе є те, що після погруддя Нефертіті було знайдено майже ідентичне погруддя Ехнатона. Для того, щоб підробити погруддя Нефертіті, погруддя Ехнатона вже мало бути відомим. Схоже погруддя Ехнатона можна побачити в Луврі.
Захі Хавасс також заперечує теорію Штірліна, зазначаючи, що він не історик, і його припущення про підробку погруддя є чистою фантазією. Щодо вертикально обрізаних плечей Хавасс нагадує, що під час свого правління Ехнатон запровадив нові мистецькі форми. Погруддя було виготовлено із двома очима, однак ліве око було пізніше зруйновано. Щодо аргументів Штірліна, начебто Борхардт знав про підробку, Хавасс зазначає, що для цього звіт про знахідку напрочуд деталізований.
Штефан Саймон, фахівець із матеріалів дослідницької лабораторії Ратген Державних музеїв Берліна, також незгодний із можливістю підробки. Він, як і Рольф Краусс раніше, зазначив, що для погруддя використано так звану Амарнську гіпсово-ангідритну суміш із частками вапняку, яка 1912 року ще була не відома. А підробка без знання складу суміші є неможливою.

## Культурне значення
З часу першої виставки 1924 року погруддя Нефертіті посідає визначне місце в музейній культурі Берліна й притягує численних відвідувачів. Значний вплив на різке зростання інтересу до погруддя та Стародавнього Єгипту в ті часи спричинила не лише сила враження від самого погруддя, а й відкриття Говардом Картером 1922 року незайманого до того поховання (KV62) Тутанхамона, що в наступні роки спричинило світову єгиптоманію. Серед інших знайдених на цей час предметів мистецтва Стародавнього Єгипту погруддя Нефертіті можна порівняти хіба що з золотою маскою Тутанхамона.
Погруддю було присвячено таку кількість перших сторінок у газетах та журналах, як найвідомішим зіркам та «дівчатам з обкладинки». Для жінок на початку 1920-х зображення було іконою стилю і вони копіювали «макіяж» цариці. Преса часто називала «Нефертіті» найвідомішою або найпрекраснішою «мешканкою Берліна».

## Мотив Нефертіті
Погруддя цариці в усьому світі є популярним мотивом для прикрас, календарів, блокнотів, листівок та відтворень (реплік) із художнього лиття в кічевій чи художній обробці або в оригінальному форматі. На друкованих або розмальованих папірусах погруддя Нефертіті часто показують із двома очима.
У період між липнем 1988 року та січнем 1989 в Німеччині випускались поштові марки вартістю 70 та 20 пфенігів із зображеннями погруддя. 2 січня 2013 Deutsche Post знову випустила пам'ятну марку вартістю 0,58 € з зображенням погруддя Нефертіті.
Погруддя Нефертіті використовують як рекламний носій. Наприклад, у виборчій кампанії до представницьких органів Берліна 1999 року Союз 90/Зелені використали погруддя як мотив плаката з гаслом: «сильні жінки для Берліна».
2003 року погруддя на короткий час встановили на бронзовий торс оголеної жінки та зафільмували в акції угорських митців Андраса Галіка та Балінта Хаваса для Венеційської бієнале. В акції, яку на бієнале можна було побачити 15 червня 2003 року, митці намагалися «поєднати ідеал краси 3000 річного віку з тілом сучасної жінки». Щодо цього показу було багато протестів та обурення з боку Єгипту: з одного боку щодо поводження з цінним вапняковим погруддям, з іншого — щодо його встановлення на оголене тіло.

## Зауваження
1. ↑  Датування за Рольфом Краусом в книзі Томаса Шнайдера Lexikon der Pharaonen. ст. 318.
2. ↑  Роками першої виставки погруддя називають і 1923, і 1924 роки. Праця Людвіга Борхардта «Портрети цариці Нефертіті» з численними фото погруддя вийшла друком 1924 року, однак датована 1923 роком
3. ↑  повний переклад: «володарка двох царств, Нефертіті, хай живе вона вічно». (Nbt t3wj (Nfr nfrw Jtn Nfr.t jy.tj) tj ˁnḫ ḏd nḥḥ )
4. ↑  порівняйте Carter No. 256,4,0 (діадема), The Griffith Institute: Tutankhamun: Anatomy of an Excavation
5. ↑  щодо цього в археології існують різні припущення: Герман Шльогль вважає, що Нефертіті померла на 13-й рік правління (в: Das Alte Ägypten. S. 238); а Марк Габольд вважає, що вона ще жила на 17-й рік правління Ехнатона і померла незадовго до його смерті (в: Das Geheimnis des goldenen Sarges, S. 20)
6. ↑  Хімічний аналіз було зроблено 1986 року.